# 2011 في مصر
أحداث 2011 في مصر هي تلك الوقائع التي شهدتها مصر وسجلت في تاريخها لعام 2011 م، الذي كان بداية الربيع العربي في مصر خصوصًا والوطن العربي عمومًا. فقد بدأت عدة ثورات في بعض الدول العربية كتونس ومصر وسوريا واليمن وليبيا. كانت السنة حافلة بالأحداث في مصر، وكانت أبرزها ثورة 25 يناير، وانتهاء حكم حسني مبارك للبلاد بعد ثلاثة عقود، وتبعتها أحداث عدة كانت في أغلبها من نتائج الثورة أو المرحلة الانتقالية التي تلتها.
أولى الأحداث البارزة لعام 2011 هي حادثة تفجير كنيسة القديسين في ليلة رأس السنة وما تبعها من احتجاجات واضطرابات. ثم اندلاع ثورة 25 يناير والاعتصام المليوني في ميدان التحرير، فإعلان عمر سليمان تنحي مبارك عن السلطة في 11 فبراير وتولّي المجلس الأعلى للقوات المسلحة السلطة في البلاد لمرحلة انتقالية. شهد وسط شهر أبريل اعتقال حسني مبارك وابنيه على ذمة التحقيق، و لتبدأ محاكمتهم في 3 أغسطس، ثم صدور قرار حل الحزب الوطني الحاكم سابقاً في 16 أبريل.
حدثت بعض التوترات الطائفية في الفترة التي أعقبت انتهاء الثورة، مثل هدم جدار دير الأنبا بيشوي، وأحداث كنيسة صول، ثم اعتصام 9 مارس في ميدان التحرير كردّ فعل على ذلك. ثم تجدد الأمر في مايو بأحداث إمبابة واعتصام ماسيبرو، فمذبحة ماسبيرو في 9 أكتوبر. كما شهد النصف الثاني من شهر أكتوبر اتفاقية تبادل الأسرى الفلسطينيين التي كانت مصر وسيطاً أساسياً فيها. اندلعت احتجاجات عنيفة في 19 نوفمبر في ميدان التحرير ومحيطه بين متظاهرين مطالبين بإسقاط المجلس العسكري وقوات الأمن، وراح ضحيتها عشرات القتلى ومئات الجرحى، وهي ما بات يعرف بأحداث شارع محمد محمود وأحداث مجلس الوزراء.
يمكن تقسيم أحداث عام 2011 سياسيًا إلى فترتين هما: فترة رئاسة محمد حسني مبارك وفترة المرحلة الانتقالية في ظل حكم المجلس الأعلى للقوات المسلحة بقيادة المشير محمد حسين طنطاوي.
بجانب تلك الأحداث توفي العديد من الشخصيات كسعد الدين الشاذلي، وخيرية أحمد، وأنيس منصور. وعرض العديد من الأفلام في دور السينما كفيلم تحرير 2011: الطيب والشرس والسياسي، وعمر وسلمى 3. وأيضا عرض العديد من المسلسلات في رمضان كمسلسل كيد النسا، والريان، والكبير أوي.

## تسلسل الأحداث
بدأت أحداث عام 2011 م بوقوع انفجار في كنيسة القديسين في ليلة رأس السنة، ثم ثورة 25 يناير وتنحي الرئيس محمد حسني مبارك، وتغيير رئيس الوزراء (أحمد نظيف وأحمد شفيق وعصام شرف) وأحداث موقعة الجمل ومن ثم تولّي المجلس العسكري رئاسة البلاد لفترة انتقالية، والاستفتاء على التعديلات الدستورية، والعديد من الاعتصامات والمظاهرات.
| التاريخ   | الحدث                                           |
| --------- | ----------------------------------------------- |
| 1 يناير   | تفجير كنيسة القديسين                            |
| 25 يناير  | بداية ثورة 25 يناير                             |
| 28 يناير  | جمعة الغضب                                      |
| 29 يناير  | خطاب مبارك الأول وتشكيل حكومة جديدة             |
| 2 فبراير  | موقعة الجمل                                     |
| 5 فبراير  | تفجير خط الغاز                                  |
| 10 فبراير | تفويض عمر سليمان بمهام رئيس الجمهورية           |
| 11 فبراير | تنحى الرئيس وتولى المجلس العسكري                |
| 23 فبراير | أحداث دير الأنبا بيشوي                          |
| 3 مارس    | تولية عصام شرف                                  |
| 4 مارس    | أحداث كنيسة صول                                 |
| 9 مارس    | كشوف العذرية، أحداث المقطم                      |
| 19 مارس   | الاستفتاء على التعديلات الدستورية               |
| 30 مارس   | الإعلان الدستوري                                |
| 8 أبريل   | جمعة المحاكمة والتطهير                          |
| 13 أبريل  | قرار النائب العام بحبس مبارك ونجليه             |
| 4 مايو    | أحداث إمبابة                                    |
| 8 مايو    | اعتصام ماسبيرو الأول على خلفية أحداث إمبابة     |
| 30 سبتمبر | أحداث كنيسة الماريناب                           |
| 4 أكتوبر  | اعتصام ماسبيرو الثاني على خلفية أحداث الماريناب |
| 9 أكتوبر  | أحداث ماسبيرو                                   |
| 18 أكتوبر | اتفاقية تبادل الأسرى                            |
| 19 نوفمبر | أحداث محمد محمود اعتراضا على وثيقة السلمي       |
| 16 ديسمبر | أحداث مجلس الوزراء                              |

## فترة رئاسة مبارك

### أحداث يناير

#### 1 يناير: تفجير كنيسة القديسين
- أبرز أحداث بداية عام 2011 م هو انفجار سيارة مفخخة[1] أمام كنيسة القديسين في ليلة رأس السنة بمدينة الإسكندرية، سقط على إثرها 21 قتيلا،[2] وسجل مئة مصاب من بينهم ضابط وثلاث جنود من قوة تأمين الكنيسة. أعقب الحادث توجه الرئيس المصري حسني مبارك بخطاب إلى الأمة تعليقًا على التفجير،[3] قائلاً أنه سيضرب بيد من حديد من يزعزع أمن مصر ومن يقوم بزرع الفتنة الطائفية بينه. التفجير أشعل الكثير من المظاهرات المنددة بالتفجير، منها مظاهرة شباب المقطم وحي الزبالين،[4] ورفض بعض المسيحيين تعزية محافظ الإسكندرية وحاولوا قذفه بالطوب ولكن الأمن منعهم.[5] وتصاعدت الأحداث وازدادت وتيرة الاحتجاجات خاصة بعد العثور على مستندات ووثائق تفيد بأن حبيب العادلي وزير الداخلية آنذاك كان وراء هذا التفجير،[6] كتهديد للبابا شنودة الثالث. ولقد خرج العادلي معلقًا[7][8] فيما بعد مؤكدًا أن حادثة القديسين كانت صدمة لمصر، وأنها كانت من تدبير عناصر تنظيم جيش الإسلام الفلسطيني المرتبطة بتنظيم القاعدة الذين تخفوا وراء عناصر مدربة خططوا لتنظيم هذا العمل الإرهابي.

رُفعت القضية إلى محكمة الإسكندرية تتهم فيها حبيب العادلي، استُدعي فيها محمد حسين طنطاوي بصفته القائم بأعمال رئيس الدولة في هذا الوقت، إلا أنه لم يذهب، وما زالت القضية في المحكمة ولم يصدر أي حكم.
- ردود الفعل الدولية: أدانت العديد من الدول العربية حادث تفجير كنيسة القديسين،[10] مثل المملكة العربية السعودية التي أدانت حادث التفجير وعبرت عن تعازيها للرئيس حسني مبارك ولأسر الضحايا والحكومة. وحكومة السودان التي وصفت الحادث بالسلوك الهمجي. كما أعربت مملكة البحرين عن استنكارها لهذا التفجير وشاركها في ذلك العاهل الأردني الملك عبد الله الثاني، والرئيس الفلسطيني محمود عباس الذي بعث ببرقية إلى البابا شنودة الثالث بابا الإسكندرية وبطريرك الكرازة المرقصية، أعرب فيها عن تعازيه لأسر الضحايا وتمنياته بالشفاء للجرحى.

أما الدول الأجنبية فقد أدانت ألمانيا وفرنسا الهجوم الذي استهدف كنيسة القديسين بالإسكندرية.

#### 25 يناير (بداية الاحتجاجات)

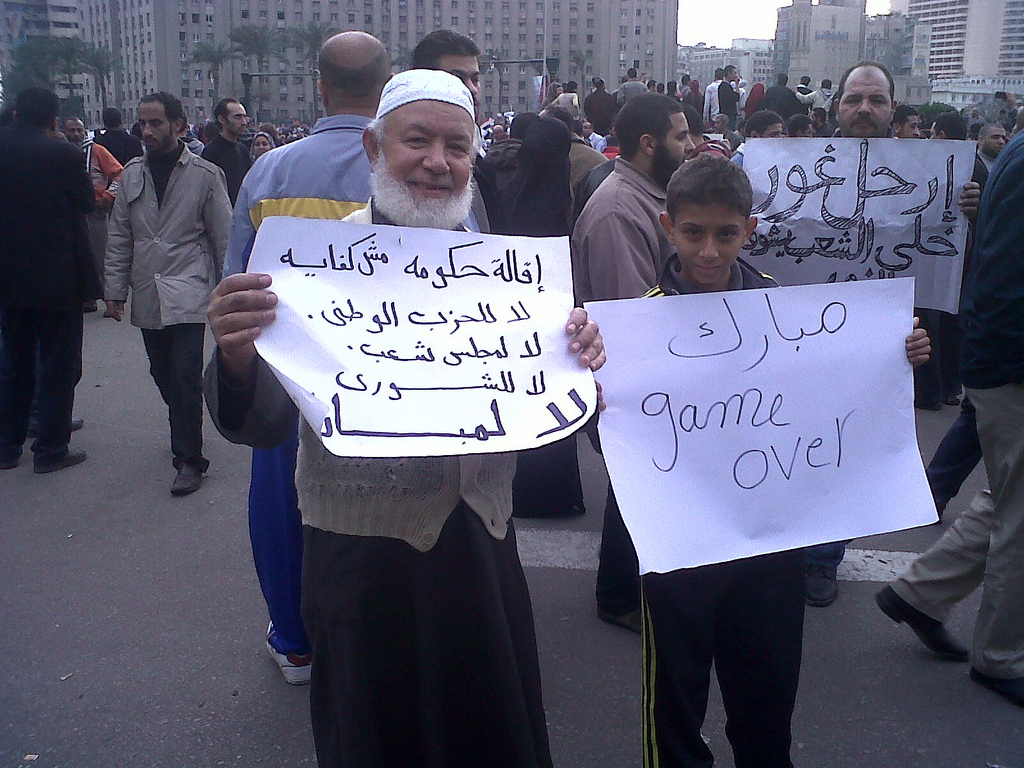
لوحات كتبها المتظاهرون على مبارك.

كان يوم 25 يناير يُصادف عيد الشرطة، ولكن في عام 2011 م جعله المتظاهرون موعداً للاحتجاجات الشعبية في التي أسموها بيوم الغضب وذلك تنديدًا  بتدني الأجور وارتفاع الأسعار والبطالة، والمطالبة بإصلاحات سياسية ورفض سياسة مبارك وحكومته. بالإضافة إلى مقتل بعض من الشباب داخل أقسام الشرطة مثل: سيد بلال وخالد سعيد. وتطورت الأحداث بعد ذلك إلى اندلاع ثورة 25 يناير للمطالبة بالإطاحة بالرئيس محمد حسني مبارك ونظامه. وقد صرحت وزارة الصحة أن إجمالي عدد شهداء الثورة المصرية بلغ 365 قتيلا، وكانت منظمة هيومان رايتس واتش قد رصدت أكثر من 302 قتيلاً في المستشفيات وهو ما نفته الحكومة المصرية وقتها.
أعلنت جماعة الإخوان المسلمون مشاركتها في مظاهرات 25 يناير، وأكدت احترامها للشرطة كهيئة وطنية، وحذرت من التخريب أو أعمال الشغب، ونفت دعوتها للحشد في موقع معين، لكنها أكدت على عدم منع الشباب من المشاركة.

#### 27 يناير
استمرت الاحتجاجات على نطاق واسع في القاهرة ومدن مصرية أخرى شابها اشتباكات بين قوات الأمن والمحتجين. كما اعتقلت قوات الأمن الناشط وائل غنيم.
شهد اليوم أيضًا وصول المدير العام السابق للوكالة الدولية للطاقة الذرية التابعة للأمم المتحدة، محمد البرادعي إلى القاهرة،  الذي نُظر إليه كمعارض لحكم مبارك.

#### 28 يناير

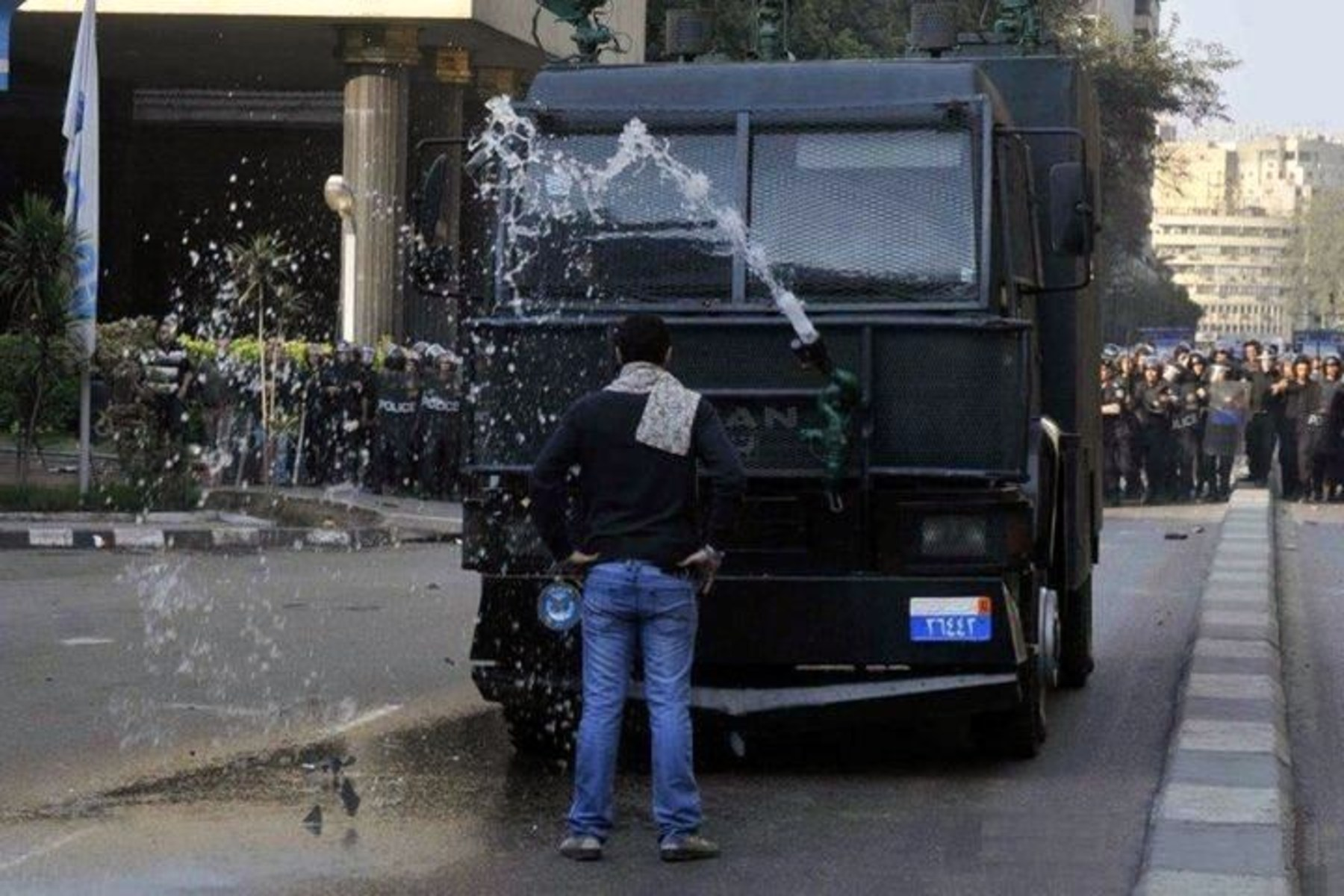
شاب مصري يتصدى بجسده للمدرعة في 28 يناير.

شهد يوم 28 يناير الذي أطلق عليه المحتجون اسم جمعة الغضب في مصر قيام السلطات المصرية بقطع خدمات الإنترنت وشبكات الهاتف المحمول،  ونشر لقوات العمليات الخاصة والأمن المركزي، كما قامت باعتقالات لقيادات من الإخوان المسلمين. وشهد اليوم أيضًا مواجهات بين الشرطة والمتظاهرين في السويس أسفرت عن مئات الجرحى وعشرات القتلى. كما أُحرقت جميع مراكز الشرطة في الإسكندرية،  وانسحب الأمن من المدينة. وفي السويس سيطر المتظاهرون على أسلحة قسم شرطة الأربعين، واستخدموا القنابل المسيلة للدموع ضد رجال الأمن. وقد حُرق مقر الحزب الوطني الحزب الرئيسي في القاهرة، كما دمرت مقرات الحزب في عدة مدن،  وأتلفت جميع صور مبارك في مسقط رأسه بشبين الكوم. وفي الخامسة مساءً بدأت قوات الجيش بالظهور في ميادين القاهرة، ثم أعلن الحاكم العسكري عن حظر التجول في القاهرة والإسكندرية والسويس، وقد تقرر استثناء سيارات رجال الإعلام والإسعاف والحماية المدنية من قرار حظر التجوال شرط أن يكونوا مكلفين بتنفيذ مهام عملهم.،  ولكن المتظاهرين أعلنوا عن بدئهم اعتصامًا مفتوحًا في ميدان التحرير. كما شهدت جمعة الغضب حالات من النهب والسلب من البلطجية والمساجين الذين هربوا من أقسام الشرطة والسجون العامة.
وقد وُضع محمد البرادعي المدير السابق للوكالة الدولية للطاقة الذرية تحت الإقامة الجبرية.
كما حدثت عدة حوادث دهس للمحتجين من سيارة تحمل لوحات معدنية لهيئة دبلوماسية،  وأخرى يقال أنها تابعة للسفارة الأمريكية يشتبه بأنها دهست نحو 20 مواطنًا،  وعشرات الجرحى في شارع القصر العيني بجوار السفارات الأمريكية والبريطانية، وفي ميدان التحرير.
وقد حث الرئيس الأمريكي نظيره المصري على اتخاذ خطوات فعلية لتجسيد الإصلاح السياسي، والتوقف عن استخدام العنف. وفي وقت متأخر، أعلن مبارك في خطابه عن استقالة الحكومة.
وفي هذا اليوم وقف الشباب المصري صفًا أمام المتحف المصري لحمايته من السرقة والتخريب، وانهارت البورصة المصرية مع خسائر بلغت 64 مليار جنيه. وأغلقت محلات الصرافة والذهب أبوابها، وشهدت آلات الصرافة الآلية التابعة للبنوك توقفًا عن العمل بعد انقطاع الاتصال في شبكات بعض البنوك.

#### 29 يناير
توجه الرئيس مبارك في 28 يناير 2011 بخطاب هو الأول منذ اندلاع ثورة 25 يناير، حيث قال أن المظاهرات مشروعة لتحسين مستوى المعيشة وأنه معها ولكنه لا يوافق على العنف، وقد طلب من الحكومة الحالية برئاسة أحمد نظيف بالاستقالة وولى أحمد شفيق رئاسة الحكومة الجديدة بتكليفات واضحة وسريعة. ولكن المحتجون استمروا في التظاهر،  ورفضوا الحكومة الجديدة.
أدانت منظمة هيومن رايتس ووتش وصول عدد المصابين في أسبوع إلى أكثر من 300، وأكثر من ثلاثة آلاف مصاب وعدد من المعتقلين.
توقفت الحياة داخل اتحاد كرة القدم نظراً للأحداث التي شهدتها البلاد والمظاهرات التي تجوب شوارع القاهرة وقرر سمير زاهر رئيس اتحاد الكرة تأجيل الاجتماع الذي كان مقررًا له لمناقشة الإعلان عن حقوق الرعاية وبرنامج المنتخب الوطني خلال الفترة المقبلة. وكانت هناك أنباء أن احتمال اعتذار الاتحاد الأمريكي لكرة القدم عن حضور منتخبه إلى القاهرة لملاقاة المنتخب المصري يوم 9 فبراير في إطار الأجندة الدولية، واستعدادات الفريق لتصفيات كأس الأمم الإفريقية. وأكد مصدر مطلع أن الجانب الأمريكي تلقى أوامرًا من حكومته بعدم الذهاب إلى مصر في ظل المظاهرات التي تشهدها البلاد، وخصوصاً أن الفريق حدد موعد وصوله بعد أسبوع.

#### 30 - 31 يناير
أكد مسؤول بوزارة التجارة أن المخزون المتاح حالياً من القمح يكفي احتياجات الاستهلاك لأربعة أشهر كما أن التعاقدات التي أبرمتها هيئة السلع التموينية ستصل الموانئ المصرية خلال أيام، وتكفي احتياجات الاستهلاك شهرين على الأقل ما يرفع من حجم المخزون إلى 6 أشهر حتى مطلع يوليو.

### أحداث فبراير
حفل شهر فبراير بالعديد من الأحداث الهامة في تاريخ ثورة 25 يناير، بدءًا بأحداث موقعة الجمل ودهس المتظاهرين بالجمال والأحصنة، وخطاب أحمد شفيق رئيس الوزراء، وتنحي الرئيس محمد حسني مبارك.

#### 2 فبراير: موقعة الجمل
- بعد الخطاب الثاني لمبارك الذي قال فيه أنه لن يتنازل عن الرئاسة وأنه لم يكن ينوي الترشح لفترة رئاسية قادمة. وفي 2 فبراير دخل مجموعة من الأشخاص على متن الخيول والجمال،[38]

حاملين العصي والأسلحة البيضاء والهراوات باتجاه ميدان التحرير وشهد الاقتحام اعتداءات وتراشق الطرفين بالحجارة في معارك شُهرت إعلاميًا باسم موقعة الجمل. واتهم في الوقوف وراء موقعة الجمل أعضاء من الحزب الوطني الحاكم في ذلك الوقت، وبعض من الشخصيات من رموز نظام مبارك، وتعهد أحمد شفيق، رئيس الوزراء آنذاك، بالتحقيق في هذا الحادث وكشف الجاني؛ فشكلت لجنة تحقيق في الأمر. وعلق أحمد شفيق بعد ذلك أنها كانت عملية إجرامية ومتشابكة، وأنه لم يستطع معرفة وتوقع ما حدث داخل الميدان. ومن أحدث تطورات ملف موقعة الجمل هو اختفاء ملف قضية موقعة الجمل حسب ما قاله عصام سلطان، لمدة 70 يومًا كان من المفترض اتخاذ إجراءات قانونية فيها. وهذه القضية تضم 24 متهمًا على رأسهم أحمد فتحي سرور رئيس مجلس الشعب السابق، وصفوت الشريف رئيس مجلس الشورى السابق، وعائشة عبد الهادي وزيرة القوى العاملة السابقة، وحسين مجاور الرئيس الأسبق لاتحاد العمال، وتخلف عن الحضور مرتضى منصور، المرشح المحتمل للرئاسة.
- ردود الفعل الدولية حذر روبرت جيبس المتحدث باسم البيت الأبيض أن المساعدات الأمريكية لمصر ستتأثر كثيرًا باستجابة الحكومة للأزمة، كما دعا إلى وقف أي أعمال عنف واضطرابات مؤكدا أن مشاهد الاشتباكات في ميدان التحرير أغضبت الرئيس أوباما.[43] ودعا باراك أوباما إلى الصلاة من أجل مصر حتى ينتهي العنف فيها.[44]

#### 5 فبراير
في 5 فبراير عُلِقَ ضخ إمدادات الغاز المصري إلى إسرائيل والأردن وسوريا بعد الانفجار في أحد فروع خط الأنابيب الذي ينقله ويمر عبر شمالي شبه جزيرة سيناء. وتسبب الانفجار في اندلاع النيران التي أمكن رؤيتها من على بعد عدة كيلومترات، إلا أنه سُيطر عليه. حدث تفجير آخر في شهر أبريل، واستهدف نفس الخط الذي فجر من قبل في الخامس من فبراير الماضي. فُجر هذا الخط عدة مرات في عام 2011 كان آخرها في شهر ديسمبر. وهي المرة العاشرة التي يفجر فيها خط ومحطات الغاز، والثالثة التي يستهدف فيها خط الغاز المتجه إلى إسرائيل والأردن.

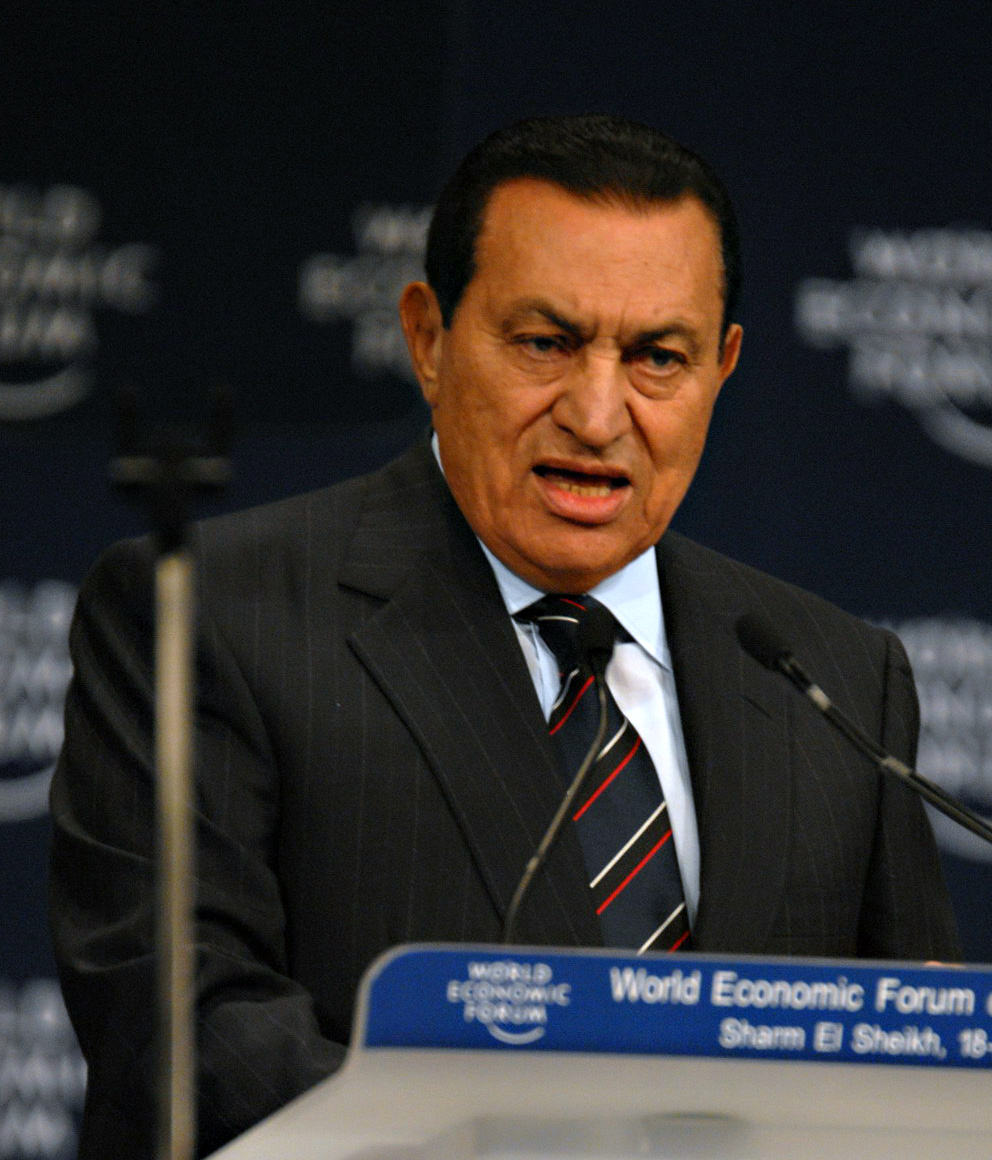
حسني مبارك.

#### 10 فبراير
- شهد اليوم تفويض عمر سليمان بمهام رئيس الجمهورية كما ينص الدستور والمادة 88 من الدستور.[48] وعدلت مواد الدستور الستة 76 و 77 و 88 و 93 و 179 و 189.

وقد ألغيت المادة 179 من الدستور الخاصة بقانون الطوارئ.
وتوجه مبارك مجددًا بخطاب قال فيه أنه سيبقى وسيموت على أرض مصر. وأعرب مبارك عن أنه لن يترك أرواح شباب الذين قتلوا تذهب هباء وسيحاسب المخطئ. ولكن المتظاهرين رفضوا ما جاء في خطابه،  واستمروا بالمطالبة برحيل مبارك نهائيًا عن الحكم.
- أيدت محكمة جنايات القاهرة قرار النائب العام بمنع كل من: زهير جرانة وزير السياحة السابق، وأحمد المغربي وزير الإسكان السابق، ورشيد محمد رشيد وزير التجارة والصناعة السابق، ورجل الأعمال أحمد عز أمين التنظيم السابق بالحزب الوطني وخمسة أخرون من التصرف في حساباتهم وأرصدتهم البنكية الشخصية.[52]

#### 11 فبراير:جمعة الزحف
وافق يوم 11 فبراير 2011 يوم جمعة أسماها المحتجون بجمعة الزحف حيث شهدت حشودًا مليونية، مع الزحف إلى قصور الرئاسة وبخاصة قصر القبة الرئاسي بالقاهرة والقصر الرئاسي برأس التين بالإسكندرية. بعد تصاعد الأحداث والتظاهرات واستمرار الاعتصام بميدان التحرير، قام عمر سليمان نائب رئيس الجمهورية في الساعة 6:00 مساء بالتوقيت المحلى بالإعلان عن تنازل مبارك عن الرئاسة إلى المجلس الأعلى للقوات المسلحة وكلفه بإدارة شؤون البلاد، وقد استقبل جموع المتظاهرين هذا الخبر بالفرحة، وقاموا بتنظيف ميدان التحرير.
كما شهد اليوم تشييع جنازة الفريق سعد الدين الشاذلي رئيس أركان حرب القوات المسلحة خلال حرب أكتوبر عقب صلاة الجمعة، الذي وافته المنية عن عمر يناهز 89 عامًا. وشارك فيها العشرات من المواطنين وبعض قادة الجيش.

## الفترة الانتقالية
بعد إعلان تنحي الرئيس السابق محمد حسني مبارك في خطاب عمر سليمان، نزل الجيش المصري إلى محافظات مصر بأكملها وأعلن استلامه السلطة وحكم مصر. وهذه الفترة التي سميت بالمرحلة الانتقالية في انتظار نقل السلطة إلى رئيس منتخب من قبل الشعب.

### أحداث شهري فبراير ومارس
شهدت منافذ بيع الخبز وتوزيعه بالقاهرة ازدحاماً شديداً، وتضاعفت أسعار المواد الغذائية.
وبعد فترة طويلة من الانقطاع عن التدريبات قاربت 20 يوماً بسبب الثورة المصرية، استأنف الفريق الكروي بالنادي الأهلي تدريباته تحت قيادة البرتغالي مانويل جوزيه.

#### 13 فبراير
أصدر المجلس الأعلى للقوات المسلحة الإعلان الدستوري في 13 فبراير، بعد يومين من تنحي الرئيس حسني مبارك عن الحكم وتكليفه للمجلس العسكري بإدارة شؤون البلاد. وفيه أعلن المجلس العسكري التزامه بعدم الاستمرار في الحكم وتعهده بتسليم السلطة لحكومة مدنية منتخبة في غضون ستة أشهر أو حتى إجراء انتخابات البرلمان والرئاسة. كما قام المجلس العسكري في هذا الإعلان بتعطيل مجلسي الشعب والشورى المنتخبين في عام 2010 وتعليق العمل بدستور عام 1971 القائم.
وفيه أصدر المجلس الأعلى للقوات المسلحة القرارات الآتية:
1. تعطيل العمل بأحكام الدستور.
2. يتولى المجلس الأعلى للقوات المسلحة إدارة شؤون البلاد بصفة مؤقتة لمدة ستة أشهر لحين انتهاء انتخابات مجلسي الشعب والشورى ورئيس الجمهورية.
3. يتولى رئيس المجلس الأعلى للقوات المسلحة تمثيله أمام كافة الجهات في الداخل والخارج.
4. حل مجلسي الشعب والشورى.
5. يصدر المجلس الأعلى للقوات المسلحة مراسيم بقوانين خلال الفترة الانتقالية.
6. تشكيل لجنة لتعديل بعض مواد الدستور وتحديد الاستفتاء عليها من الشعب.
7. تكليف وزارة أحمد محمد شفيق بالاستمرار في أعمالها لحين تشكيل حكومة جديدة.
8. إجراء انتخابات مجلسي الشعب والشورى، والانتخابات الرئاسية.
9. تلتزم الدولة بتنفيذ المعاهدات والمواثيق الدولية التي هي طرف فيها.

#### 23 فبراير
قامت قوات الجيش بهدم كامل للسور الخارجي لدير الأنبا بيشوي في 23 فبراير، وذلك لأنه مخالف. وقد نظم الأقباط وقفة احتجاجية في اليوم التالي، أي 24 فبراير، في ساحة التحرير اعتراضاً على هدم السور والتعرض للرهبان. ونشر المجلس الأعلى للقوات المسلحة البيان رقم 13 على صفحته في موقع التواصل الاجتماعي فيسبوك نافيًا فيه تعرضه للدير،  وأن ما قد هدم هو سور خارجي للدير.

#### 3 مارس

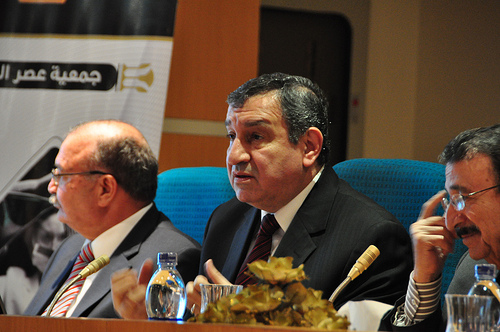
عصام شرف.

تزايد التوتر والرفض لحكومة أحمد شفيق لعدم الرضى عن أدائها، وبدأ الشباب في التظاهر والاعتصام مجددًا ضد حكومة شفيق والمطالبة برحيلها. وكان ائتلاف شباب الثورة قد دعا إلى اعتصام حتى رحيل النظام ومسيرة مليونية يوم الجمعة بهدف إسقاط ما وصفوه بـالنظام الفاسد. وجاء في بيان صدر عقب لقاء مجموعة من الائتلاف بالمجلس الأعلى للقوات المسلحة أن الائتلاف طالب المجلس بـتحديد جدول زمني لتنفيذ أول ثلاث مطالب خلال يومين. وكانت مطالب الائتلاف هي:
1. المطلب الأول: إقالة حكومة الفريق أحمد شفيق، وإعادة تشكيل حكومة "تكنوقراط" من غير الحزبيين، يترأسها شخصية وطنية متوافق عليها في حد أقصاه شهر من الآن.
2. المطلب الثاني: الإفراج عن كافة المعتقلين السياسيين قبل وبعد 25 يناير، في مدى زمني أقصاه شهر من الآن، والنظر في العفو عن المسجونين السياسيين في غضون شهرين.
3. المطلب الثالث: تقديم كل المسؤولين الحقيقيين عن قتل الشهداء بإطلاق النار، أو بإصدار الأوامر للمحاكمة العادلة بتهم واضحة، في أمد أقصاه شهر.

تقدم أحمد شفيق باستقالته من رئاسة الوزراء، واستقبل المعتصمون بميدان التحرير قرار إقالة الفريق أحمد شفيق رئيس الوزراء بإعلانهم الاستمرار في الاعتصام لحين الاستجابة لباقي مطالبهم التي حددوها في بيانهم والذي كان يتضمن تشكيل حكومة «تكنوقراط» جديدة، وإقالة جميع الوزراء والمحافظين، وحل المجالس المحلية. ولّي عصام شرف رئاسة الوزراء، وقد خرج الجيش ببيان في 3 مارس رقم 26 يؤكد فيه هذا القرار على صفحته الرسمية في موقع التواصل الاجتماعي فيسبوك.

#### 4 مارس
وقعت أحداث كنيسة قرية صول بمحافظة حلوان في 4 مارس، وذلك بعد تولية عصام شرف رئاسة الوزراء حيث حرقت كنيسة الشهيدين في صول وسرقتها وهدمها. وتعود أسباب الواقعة إلى وجود علاقة عاطفية بين شاب مسيحي وفتاه مسلمة، مما أدى إلى حدوث شجار سقط خلاله عدد من القتلى، مما أثار حفيظة مسلمي القرية وقاموا بإحراق الكنيسة،  وهدمها. نتيجة لذلك الاعتداء توجه المسيحيون إلى ماسبيرو بمظاهرة واعتصام مفتوح. ولم يكن سبب هذا الاعتصام ما حدث في صول فقط ولكن ما حدث أيضا من هجمات على دير الأنبا بيشوي من قبل الجيش وإطلاق رصاص حي على الرهبان. ودعوا القوات المسلحة للحفاظ على أمن المسيحيين وإعادة بناء الكنيسة ومعاقبة من قاموا بهدم الكنيسة وتسويتها بالأرض عقابًا صارمًا. وقد قدم الأقباط بياناً،  طالبوا فيه بما يلي:
1. إعادة بناء مبنى الخدمات المجاور للكنيسة الذي دمر.
2. تكوين لجنة تقصي الحقائق للتحقيق في الأحداث ومحاسبة المسؤولين عن الأحداث.
3. ضرورة وضع ضمانات لتوفير الحماية للمسيحيين وضمان عودتهم لمنازلهم وصرف تعويضات عن الخسائر التي تعرض لها مسيحيي القرية ومحاسبة المتقاعسين من قيادات الجيش المقصرين عن حماية الكنيسة.
4. تفعيل المواطنة والمساواة بين المصريين بما يضمن المساواة في ممارسة الشعائر الدينية وبناء دور العبادة.
5. بالإضافة لسرعة الإعلان عن التحقيقات في أحداث دير الأنبا بيشوى وكشف المتورطين عن إطلاق الرصاص الحي على الرهبان وعمال الدير مع وضع الضمانات الكافية لحماية الكنائس وممتلكات المسيحيين في ظل حالة الفوضى والانفلات الأمني وتعرض المسيحيين للاعتداءات في مناطق مختلفة.

ورفض المعتصمون محاولات للتفاوض حول نقل الكنيسة وبنائها في موقع جديد بالقرية، واعتبروا أن مثل هذه الخطوة من شأنها جلب الدمار والطائفية، مطالبين بسرعة التدخل من قبل القوات المسلحة لإعادة الأمن والاستقرار.
أعلن المجلس العسكري برئاسة المشير حسين طنطاوي التكفل بإعادة بناء كنيسة الشهيدين بمنطقة أطفيح بحلوان قبل عيد القيامة المجيد وتحمل تكاليف البناء وهو ما قد حدث فعلا. وسُلم المبنى الجديد إلى الكنيسة 

#### 9 مارس
شهد ميدان التحرير اشتباكات بين المؤيدين لاستمرار الاعتصام في الميدان والمطالبين بإخلائه، وتبادل الطرفان الضرب بالأسلحة البيضاء والحجارة، وأطلقت مجموعة منهم النار في الهواء لتفريق المعتصمين وسط حالة من الكر والفر بين المجموعتين. تسببت الاشتباكات في توقف حركة المرور بالميدان لمدة ساعة، قبل أن تتدخل القوات المسلحة للفصل بينهما، وتلقي القبض على عدد من المسلحين. وقال النشطاء أنه تم الاعتداء عليهم وضربهم داخل المتحف المصري، وقالوا أنه تم احتجاز حوالي 17 فتاة وأكثر من 500 شاب ممن ألقي القبض عليهم، وقبض على بعض الناشطات السيدات واقتيدوا إلى منطقة عسكرية تسمى س28 وإجراء كشوف العذرية لهن بحسب رواية إحداهن. وقد قامت إحداهن (سميرة إبراهيم) برفع دعوى انتهاك ضد المجلس العسكري في القضية الشهيرة بكشف العذرية، وأوضحت أنها نجحت في إقناع عدد من الفتيات اللاتي قالت أنهن تعرضن لكشوف العذرية بالتقدم للمحكمة والشهادة، إلا أنها رفضت الإفصاح عن هويتهن أو عددهن خوفاً من تعرضهن للتهديد. وانضمت رشا عبد الرحمن الشاهدة الجديدة في قضية كشف العذرية إلى الدعوى التي أقامتها سميرة، وأدلت بشهادتها أمام المحكمة العسكرية مؤكدة حدوث هتك العرض لها ولزميلاتها. وقد خسرت سميرة القضية، ولكن مجلس الدولة حكم بمنع تكرار هذا الكشف على الفتيات مرة أخرى، وفور صدور الحكم انطلقت هتافات لأكثر من مئة ناشط سياسي تجمعوا أمام مجلس الدولة. أما القضية الأخرى التي كانت سميرة رفعتها في المحكمة العسكرية ضد الطبيب المجند أحمد عادل الموجي الذي أتهم بالقيام بفحص العذرية فقد خسرتها، وحصل الطبيب على حكم بالبراءة. وسادت حالة من الغضب بين المحتشدين خارج أسوار المحكمة العسكرية عقب علمهم بحكم البراءة.
أحداث المقطم
خرج مسيحيون بمظاهرة في المقطم في حي الزبالين بسبب ما حدث لكنيسة قرية صول التابعة لمركز أطفيح في حلوان، فقطعوا طريق صلاح سالم. وقد أغضب المشهد عدد من المسلمين فحاولوا التصدي لما اعتبروه انفلاتاً أمنياً، واستمر الوضع نحو 6 ساعات استخدمت فيها الحجارة، وزجاجات المولوتوف، والأسلحة البيضاء. وقد صرح مصدر عسكري مسؤول بأن القوات المسلحة تصدت لأعمال شغب بمنطقة القلعة والمقطم، وأنه كان هناك عدد من قيادات القوات المسلحة موجودون بين صفوف المتظاهرين أثناء الاشتباكات الطائفية التي شهدتها المنطقة، وطالبوهم بالتراجع والانسحاب على أن تتولى القوات المسلحة الفصل بينهم، محذرين من إمكانية إعلان الأحكام العرفية إذا لم يستجيبوا لذلك. وأصدرت وزارة الصحة تقريرًا مبدئيًا يشمل جميع أسماء الضحايا والمصابين في الاشتباكات الدامية بين المسلمين والمسيحيين بالدويقة، والزرائب بالمقطم ومنشأة ناصر، وأكد البيان أن عدد الوفيات في هذه الأحداث بلغ 13 قتيلاً والمصابين 140 مصاب، نقلوا جميعًا إلى المستشفيات، وأوضح تقرير وزارة الصحة أن الإصابات جميعها كانت ناتجة عن طلق ناري بالبطن والصدر وجروح بفروة الرأس مع كدمات وسحجات متفرقة بالجسم.

#### 19 مارس

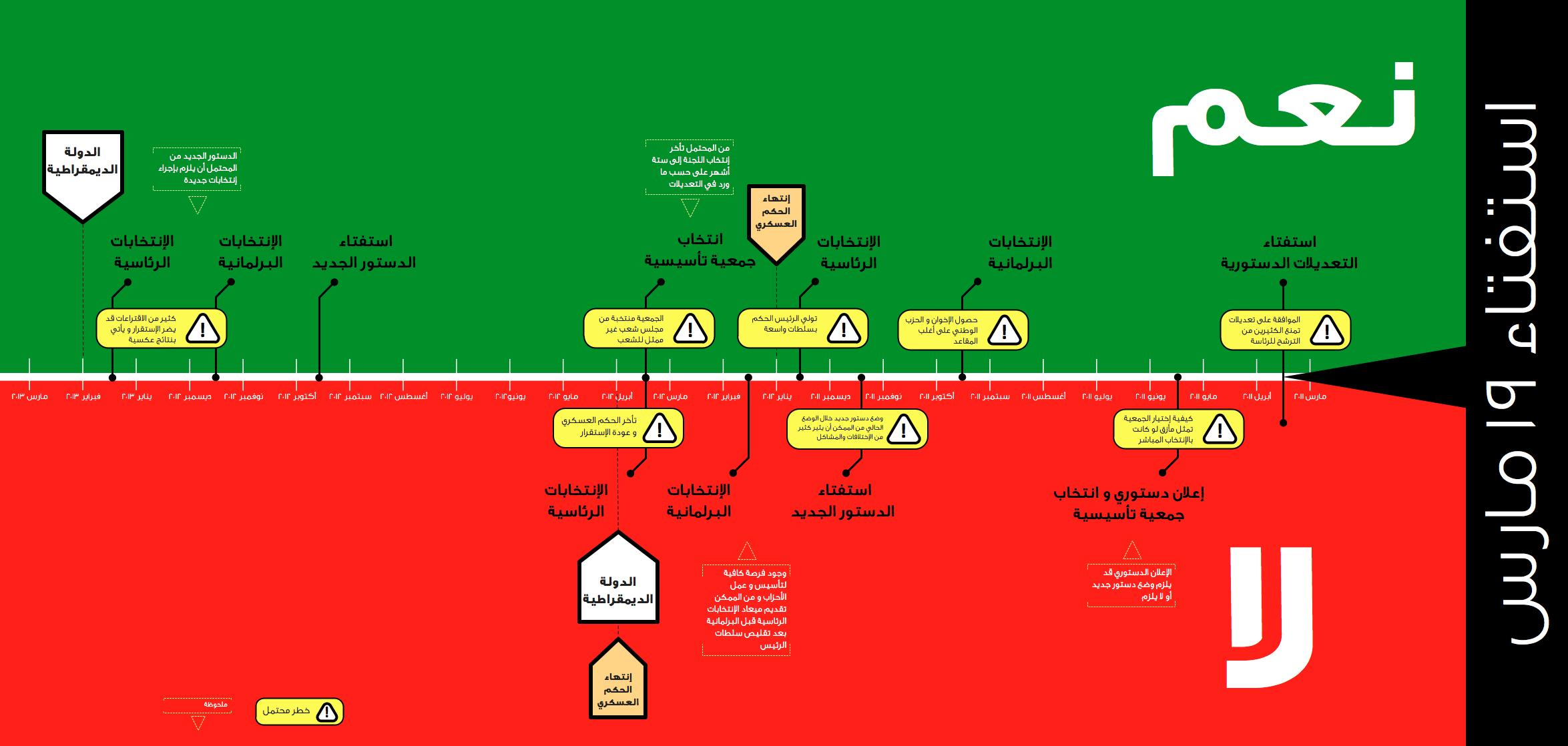
التعديلات الدستورية.

نظم أول استفتاء دستوري في مصر يوم 19 مارس 2011، في أعقاب ثورة 25 يناير، تلاه الاستفتاء على التعديلات على عدة مواد من الدستور وهي: المادة 75 الخاصة بشروط الترشح لرئاسة الجمهورية، والمادة 76 الخاصة بأسلوب الترشح لرئاسة الجمهورية، والمادة 77 الخاصة بفترة ولاية الرئيس والتجديد، والمادة 88 الخاصة بالإشراف على الانتخابات التشريعية، والمادة 93 الخاصة بالفصل في صحة عضوية نواب مجلس الشعب، والمادة 139 الخاصة بتعيين نائب لرئيس الجمهورية، والمادة 148 الخاصة بإعلان حالة الطوارئ، وإلغاء المادة 179 الخاصة بمكافحة الإرهاب، وإضافة فقرة أخيرة للمادة 189 الخاصة بأحكام عامة وانتقالية، وإضافة مادتين برقمي 189 مكررًا، و 189 مكررًا.
وكانت نتيجة الاستفتاء ما أعلنته اللجنة العليا للانتخابات في يوم 20 مارس 2011:
1. عدد المشاركين في الاستفتاء على التعديلات الدستورية 18,537,954 بنسبة 41.2% ممن تنطبق عليهم شروط التصويت.
2. عدد من قالوا نعم 14,192,577 بنسبة 77.2%.
3. عدد من قالوا لا 4,174,187 بنسبة 22.8%.
4. عدد الأصوات الباطلة 171,190.

بعد إعلان نتيجة الاستفتاء بالموافقة، أعلن المجلس الأعلى للقوات المسلحة عن اعتزامه إصدار إعلان دستوري ينظم العمل في المرحلة الانتقالية حتى انتخاب رئيس وبرلمان جديدين، وقد أصدر الإعلان الدستوري في 30 مارس 2011.

#### 30 مارس
بعد إجراء الاستفتاء في 19 مارس 2011 وصدور النتيجة بموافقة نسبة 77%، قام المجلس العسكري بإصدار إعلان دستوري في يوم 30 مارس 2011 وتعطيل دستور 1971 بشكل كامل. وقد تضمن هذا الإعلان الدستوري في مصر 2011 المواد الإحدى عشر التي تم الاستفتاء عليها ولكن بعد إدخال بعض التعديلات فيها، كما تضمن أيضا العديد من المواد الأخرى التي تعرف شكل الدولة المصرية وتضمن الحريات العامة والخاصة وحقوق الإنسان، بالإضافة إلى تعديل بعض صلاحيات المجلس العسكري وتقليص بعض صلاحيات رئيس الجمهورية والبرلمان المنتخب مثل عدم قدرة رئيس الجمهورية على حل البرلمان أو عدم قدرة البرلمان على سحب الثقة من الحكومة.

### أحداث أبريل

#### 8 أبريل
تمت الدعوة إلى ما سمّي بجمعة التطهير والمحاكمة عقب ما اعتبر تباطؤًا من المجلس العسكري في محاكمة مبارك، ووزير داخليته، وعدد من رموز نظامه. شارك مئات الآلاف في التظاهرات بميدان التحرير. وشهدت المليونية انضمام عدد من ضباط الجيش «ضباط 8 أبريل» كما سُموا فيما بعد إلى المتظاهرين بالتحرير، وإعلانهم تأييد مطالبهم والاعتصام معهم بالميدان، وهو ما أدى إلى اقتحام قوات الجيش الميدان لفض الاعتصام والقبض على الضباط.
تلخصت مطالب المتظاهرين التي أيدها ضباط 8 أبريل في الآتي:
1. القبض على محمد حسني مبارك وعائلته وأعوانه ومحاكمتهم.
2. إقالة النائب العام، وتعيين جهاز قضائي مستقل لمحاكمة رجال النظام السابق.
3. إقالة نائب رئيس الوزراء يحيى الجمل، بعد سقطاته المتكررة، وفشله في إدارة الحوار الوطني.
4. إقالة ومحاكمة الأجهزة الأمنية والحكم المحلي، وسرعة الإفراج عن جميع السجناء السياسيين وتعويضهم.
5. حل المحليات وتحديد موعد قريب لإجراء انتخابات المحليات على أسس سليمة.
6. استكمال تطهير المؤسسات الإعلامية والصحفية وكافة الوزارات والمؤسسات الرسمية والبنوك من رموز النظام السابق ومحاكمة الفاسدين منهم.
7. إقالة رؤساء الجامعات وعمداء الكليات المعينين من قبل أمن الدولة وانتخاب الأكفأ، وإصلاح نظام التعليم.
8. سرعة سن قانون لتحديد حد أدنى وأقصى للأجور للقضاء على كافة صور المظاهرات الفئوية.

#### 13 أبريل
نظم المئات من أسر القتلى أثناء أحداث ثورة 25 يناير من مختلف المحافظات اعتصامًا مفتوحًا في ميدان التحرير، وطالب المعتصمون بالقصاص من الرئيس السابق، محمد حسني مبارك ووزير الداخلية وضباط الداخلية المتورطين في مقتل أبنائهم. وفي 13 أبريل أصدر النائب العام أمرًا بحبس مبارك ونجليه 15 يومًا، على ذمة التحقيقات، في اتهامات تتعلق بالتربح واستغلال النفوذ وإصدار أوامر بقتل المتظاهرين أثناء ثورة 25 يناير. وأصدر المجلس الأعلى للقوات المسلحة بيانًا على صفحته في موقع التواصل الاجتماعي فيسبوك ليعلن فيها أن التحقيقات قد بدأت بالفعل مع الرئيس السابق وأسرته.رقم 35 2011 في مصر  على فيسبوك. وفي يوم الأربعاء 3 أغسطس 2011 بدأت أولى جلسات محاكمة مبارك علنيًا وبحضوره على سرير طبي متحرك مع نجليه جمال مبارك وعلاء مبارك وكذلك وزير داخليته حبيب العادلي وآخرون. وقد وجهت إليهم تهم قتل المتظاهرين والإضرار العمدي بالمال العام، وأنكر مبارك جميع التهم الموجهة إليه وكذلك نجلاه. وقد لاقت هذه الجلسات اهتمامًا من جموع الشعب المصري.
أكد المجلس العسكري أهمية عودة الحياة الطبيعية للكرة المصرية من خلال قراره الذي أكد فيه عودة الدوري 13 أبريل مع سريان مبدأ الصعود والهبوط وعودة منافسات القسم الثاني والثالث والرابع أول مايو، وفي حالة اعتذار أي ناد عن المشاركة في المسابقات تطبق اللائحة عليه والتي تقضي بهبوطه إلى الدرجة الأدنى.

### أحداث مايو

#### 2 مايو
عاد منتخب الشباب لكرة القدم إلى القاهرة بعد فوزه بالميدالية البرونزية في كأس الأمم الإفريقية التي اختتمت بجنوب أفريقيا بعد تغلبه على مالي بهدف مقابل لا شيء في مباراة تحديد المركزين الثالث والرابع.

#### 4 مايو
تعرضت منطقة إمبابة لحادث جراء فتنة طائفية كانت بطلتها فتاة تدعى عبير طلعت فخري، بحسب حوارها مع جريدة الأهرام،  وهي مصرية الجنسية، مسيحية الديانة، وكانت متزوجة من شاب مسيحي وأسلمت وذهبت مع آخر مسلم. وأصبح اسمها أسماء محمد أحمد إبراهيم. ورفعت قضية طلاق على زوجها المسيحي. وقالت أنها محتجزة بعدة أماكن تابعة للكنيسة وكان آخرها في مبنى الأنبا يوحنا القصير بجانب كنيسة مارمينا بإمبابة. وبحسب ما قالته أنها تحدثت إلى زوجها المسلم ليأتي لنجدتها وأخذها، وعندها تجمع بعض الشباب المسلم أمام الكنيسة بإمبابة محاولة دخولها للتفتيش عن عبير،  وبعد التأكد من عدم وجودها داخل الكنيسة حدثت اشتباكات ثبت بعدها أن تاجرًا مسيحيًا مقيمًا بجوار الكنيسة ومعه 12 من أعضاء الحزب الوطني هم وراء تلك الحادثة، وقد وصف التاجر بالعقل المدبر للأحداث؛ فلقد كان أول من أطلق الرصاص ليلة الحادث، وحرض الشباب المسيحي على مهاجمة المسلمين. وبحسب وزارة الداخلية كان قد اتهم قبل ذلك بالتحريض على فتنة طائفية عام 1992 م، واشتعل الموقف بين الجانبين وحدث تبادل لإطلاق النار والمولوتوف، وهوجمت الكنيسة وقتل حراسها ثم حرقت. وصرحت أجهزة الأمن بضبط جميع المتورطين في الأحداث، وتمكنت من إلقاء القبض على بعض الأشخاص الذين شاركوا في إطلاق الرصاص على المتجمهرين أمام كنيسة مارمينا بإمبابة. واعترف المتهمون بأنهم أطلقوا الرصاص من فوق أسطح العمارات المحيطة بالكنيسة على تجمعات الشباب التي ظنوا أنها جاءت من الكنيسة، ثم سارعوا بالهرب بعد تصاعد الأحداث. كما قبض على عشرة بلطجية ممن شاركوا في حرق كنيسة العذراء وعثر بحوزتهم على أسلحة وسنج وزجاجات مولتوف، وتبين أن أعمارهم تتراوح بين 17 و 19 عامًا.
وسيطرت أجهزة الأمن على الوضع بعد حرق الكنيسة وألقي القبض على العديد من الشباب ممن أحرق الكنيسة. وخرج المجلس العسكري ببيان رقم 48 يحيل فيه جميع المتهمين إلى النيابة العسكرية للتحقيق،  وإرسال لجنة لتقدير التلف وحجم الخسائر وإعادتها إلى ما كانت عليه قبل الأحداث، وحذر المجلس كل من تخول له نفسه التفريق بين نسيج الأمة وإشعال الفتنة ويناشد عنصرَي الأمة بالتصدي لهذا الخطر حتى لا تعود مصر للوراء.
واصل مئات من المسيحيين اعتصامهم أمام مبنى الإذاعة والتلفزيون (ماسبيرو) للمطالبة بالتحقيق فورًا في الهجوم على كنيسة مارمينا وأحداث العنف التي شهدتها منطقة إمبابة بمحافظة الجيزة.

#### 8 مايو

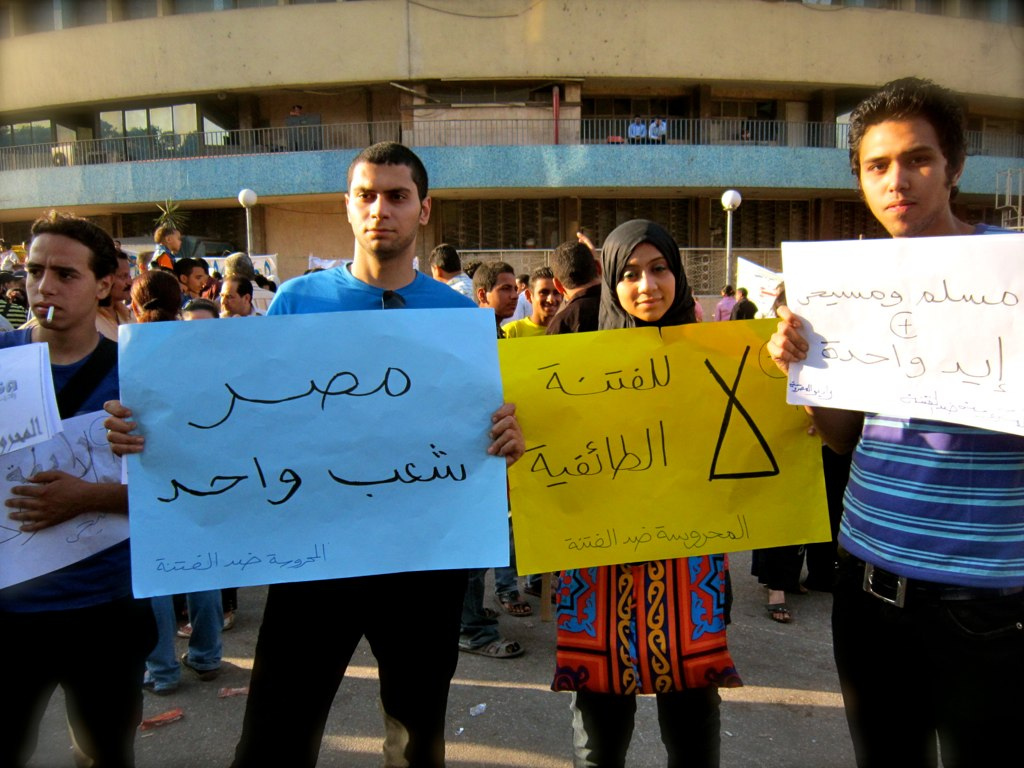
اعتصام ماسبيرو والاعتراض على الفتنة الطائفية.

- نظم المسيحيون والحركات الثورية المسيحية اعتصامًا مفتوحًا خلال الأسبوع الأول من شهر مايو اعتراضًا منهم على أحداث إمبابة.[112]

وهتف الأقباط هتافات ضد المشير حسين طنطاوي وطالبوه بالتنحي عن منصبه وهتفوا: «الشعب يريد إسقاط المشير» معتبرين أن الجيش لم يحم الأقباط وكنائسهم ولم يعاقب أيًا ممن ارتكبوا حرق وهدم الكنائس بداية من كنيسة أطفيح حتى كنيستي إمبابة. واستمروا في الاعتصام وطالبوا بإعادة فتح عدد من الكنائس المغلقة بدون وجه حق، وعندما قرروا فض الاعتصام وتعليقه مؤقتاً فوجئوا بتعدي السلفيين على كنيسة العذراء بعين شمس التي كانت مصنعًا اشترته الكنيسة ورفضوا فتحها؛ فقرر الأقباط مواصلة الاعتصام المفتوح. وأكد متياس أنه من المقرر أن تعقد غدًا جلسة عرفية بين عدد من كبار رجال الدين المسيحي ورجال الأمن وعدد من مشايخ المنطقة التي تقع بها كنيسة العذراء والأنبا أبرام بعين شمس، للوقوف على الحلول التي يرتضى بها كافة الأطراف وتساهم في حل الأزمة.
- أكد القمص متياس نصر قائد اعتصام ماسبيرو أن الاعتصام مستمر لحين فتح كنيستي عين شمس والعمرانية، [114] وحسب وعود المسؤولين في طريقهما للتنفيذ، مشيرًا إلى أن الاعتصام نظم من أجل أهداف محددة وسوف يُفض حين تنفيذ هذه المطالب، والتي تنقسم إلى قسمين: الأولى مطالب عاجلة وأخرى طويلة الأجل بوقت زمني محدد، تضمنت المطالب العاجلة الإفراج عن الـ18 قبطيًا أثناء اعتصام ماسبيرو الأول، فالمجلس العسكري قام برفع الأحكام العسكرية الصادرة عنهم وهذا يوحى بنية الإفراج عنهم، والقبض على الجناة والمحرضين في أحداث إمبابة وأبو قرقاص وأطفيح، وصد ألقي القبض على أكثر من 80 متهمًا واستدعاء 11 من القيادات السلفية من قبل الشرطة العسكرية لاستجوابهم. والإفراج عن الأقباط الذين قبض عليهم في اعتصام ماسبيرو الثاني أما بشأن معتقلي اعتصام ماسبيرو الثاني في الأحداث التي وقعت مؤخرًا، فقد أفرجت النيابة عن 26 شخصًا وما زال هناك 8 أشخاص آخرين يحقق معهم بانتظار الإفراج عنهم. وأشار القمص متياس إلى المطالب التي ستستغرق بعض الوقت ومنها ملف الفتيات المختفيات، وملف الكنائس، مشيراً إلى أن وزير الداخلية وضع على أولوية الملف فتح 16 كنيسة كدفعة أولى، ومن المفترض أن ينتهي افتتاح كنيستي العذراء والأنبا إبرام بعين شمس والعذراء بالعمرانية خلال ساعات، وبعدها سوف يعلق الاعتصام والعودة يوم 27 مايو للانضمام للقوى الوطنية بميدان التحرير للدفاع عن الدولة المدنية. وقال القمص متياس نصر قائد اعتصام ماسبيرو، إن الأقباط قرروا فض اعتصامهم في الثانية عشرة من ظهر الخميس بعد الإفراج عن المقبوض عليهم في أحداث كنيسة عين شمس، [115] وذلك بعد عقد مؤتمر صحفي للإعلان عن أسباب فض الاعتصام وتعليقه إلى 27 مايو، ويحضره ممثلو اعتصام ماسبيرو ورموز ائتلاف شباب الثورة وبعض الرموز السياسية.[116]
- 6 يونيو خسارة المنتخب الوطني في بطولة كأس إفريقيا بالتعادل السلبي بعد تلاشي فرصة مصر في الصعود لنهائيات الغابون وغينيا الاستوائية 2012.[117]

### أحداث سبتمبر
- 15 سبتمبر قضت محكمة جنايات القاهرة بالسجن مدة عشر سنوات على رجل الأعمال المصري أحمد عز، وإلغاء ترخيص شركتين لإنتاج الحديد مملوكتين له.[118]

#### 30 سبتمبر
- أعلن آلاف المسيحيين عزمهم الاعتصام أمام مبنى الإذاعة والتلفزيون بماسبيرو احتجاجًا على حرق كنيسة بالماريناب بإدفو بأسوان؛ وعلل من قام بالهدم ذلك بأنها مبنى للخدمات وليست كنيسة وأن التصاريح تقول أنها مبنى خدمات.[119] وكذلك للمطالبة بسرعة القبض على المتورطين وإعادة بناء الكنيسة وإقالة محافظ أسوان بسبب تصريحاته التي اعتبروها تثير الفتنة.[120] ورفض المحتجون المجالس العرفية، وطالبوا بإحالة مثيري الفتنة والمعتدين على كنيسة الماريناب للمحاكمة العاجلة والإسراع في إصدار قانون دور العبادة الموحد.[121]

يقال أن محافظ أسوان كان قد صرح بأنه وافق على طلب الأقباط بإعادة بناء مضيفة كانت من الخشب والبوص بارتفاع تسعة أمتار، إلا أن الأقباط تجاوزا ذلك. وأن المسلمين في القرية غضبوا من هذا، واعترف الأقباط بهذا التجاوز ووعدوا بإزالة الأمتار الزائدة، إلا أن التنفيذ تأخر، وهو ما أغضب أحد الشيوخ الذي قام بتجميع الشباب عقب صلاة الجمعة لإزالة الارتفاع الزائد بأنفسهم. وقال "ما يتردد عن الاعتداء على كنيسة وبها مسيحيون في القرية لا أساس له من الصحة، وأن الحريق الذي حدث كان في حجرة للمقاول الذي تأخر في هدم الارتفاع الزائد وليس في المضيفة، وقد أخمد الحريق. شكلت لجنة لتقصي الحقائق من أجل التحقيق فيما إذا كانت الكنيسة في الأصل كنيسة أم دار ضيافة، وخرجت ببيان في النهاية أن المبنى بالفعل كان كنيسة وليست دار ضيافة،  وأن الكنيسة استخرجت التصاريح لبناء الكنيسة، ولكن اتضح فيما بعد أن كاهن الكنيسة قد بنى بارتفاع أعلى من المصرح به له من قبل المحافظة. وقضت محكمة جنح إدفو بمدينة أسوان بسجن القس مكاريوس بولس كاهن كنيسة قرية الماريناب 6 شهور وتغريمه 300 جنيه، بتهمة مخالفة البناء بزيادة الارتفاع في بناء مبنى الكنيسة.

### أحداث أكتوبر

#### 9 أكتوبر
أحداث ماسبيرو
- قام المسيحيون بالتظاهر أمام مبنى الإذاعة والتلفزيون وقد أعلن آلاف منهم اعتصامهم مساء الرابع من أكتوبر أمام مبنى ماسبيرو احتجاجًا على أحداث الماريناب والمطالبة بتقديم الجناة للمحاسبة وطالب المحتجون بإبعاد مصطفى السيد محافظ أسوان عن منصبه، واتهموه بالتعنت ضدهم ومنعهم من بناء دار عبادة،[125] ودعا القس فلوباتير والقس متياس المتظاهرين للاعتصام، وقامت قوات الشرطة العسكرية بفض الاعتصام بالقوة، وطالبت قوات الشرطة العسكرية بإنهاء الاعتصام، وعندما رفض المعتصمون ما طلب منهم، فضت اعتصامهم بالقوة وقامت بإطلاق أعيرة نارية أصابت ستة معتصمين.[126]

كما أظهرت لقطات مصورة على موقع اليوتيوب قيام جنود من الشرطة العسكرية بضرب أحد المتظاهرين وهو الشاب رائف فهيم، الذي أعلن اتحاد شباب ماسبيرو عن تنظيم احتفالية لتكريمه في مطرانية شبرا الخيمة، والتي دعا فيها القس فلوباتير جميل عضو الاتحاد وكاهن كنيسة العذراء، المسيحيين لتكريم الشاب بالمشاركة في أكبر مسيرة للمسيحيين تشهدها مصر «على حد قوله». يوم الأحد 9 أكتوبر، والذي عرف إعلاميًا بيوم الغضب المسيحي حيث تظاهر آلاف المسيحيين في مسيرات بست محافظات مصرية، أهمها تلك التي ذهبت إلى مبنى ماسبيرو.
وكان من أخرها الدعوة للتظاهر يوم 9 أكتوبر. ووصل عدد المحتجين إلى أكثر من عشرة آلاف شخص بين مسلمين ومسيحيين للتنديد بما يحدث من اعتداءات وهدم للكنائس والاعتراض على بناء الكنائس.
وبدأت المسيرة من دوران شبرا حتى وصلوا إلى نفق شبرا وبدأت الاعتداءات عليهم من فوق النفق من بعض من أهالي السبتية. وتختلف الآراء حول من بدأ الاعتداء عند ماسبيرو، فهناك ثلاث روايات مختلفة للحدث. الأولى تؤكد أن مسيرة من آلاف المسيحيين والمسلمين وصلت إلى مبنى التلفزيون قادمة من منطقة شبرا، ردت عليها قوات الجيش المتمركزة أمام المبنى بإطلاق أعيرة نارية. وتقول الرواية الثانية أن المتظاهرين بدؤوا بإطلاق زجاجات المولوتوف على قوات الجيش والشرطة. فيما تقول رواية ثالثة أن جنود الأمن المركزي بدؤوا الاعتداء على المتظاهرين، الأمر الذي دفعهم للرد على الاعتداءات.
وزاد الأمر سوءًا ما بثه التلفزيون المصري فوجهت إليه تهمة إثارة مشاعر الرأي العام ضد القائمين والمشاركين في المسيرات والتظاهرات التي جرت ذلك اليوم، وتصويرهم على أنهم يبادرون بمهاجمة قوات الجيش والشرطة، ويتعدون على الممتلكات العامة والخاصة وإتلافها، ويحاولون اقتحام مبنى اتحاد الإذاعة والتلفزيون بماسبيرو. وقد حقق مع الإعلاميين وأخلي سبيلهم. أكد المجلس العسكري في مؤتمره الصحفي تعليقًا على أحداث ماسبيرو أن الأفراد المكلفة بحماية مبني الإذاعة والتلفزيون لم تكن مسلحة،  وأن هناك طرفًا ثالثًا بدأ بإطلاق النار على القوات المسلحة والمظاهرات، وأن عملية الدهس التي حدثت من مدرعات جيش لبعض المتظاهرين لم تكن ممنهجة. جاء تقرير الطب الشرعي يؤكد حالات الوفاة لخمسة عشر متظاهرًا، حيث أوضح التقرير المبدئي أن أحد المتوفين تلقى ضربة قوية بآلة حادة في الغالب سنجة، بينما تنوعت باقي الإصابات ما بين طلق ناري ودهس سيارة، حيث حدد التقرير أن تسعة أشخاص تلقوا طلقات نارية في الجسد، أما المتوفين الباقين فتعرضوا لدهس بسيارة على الأرجح، وحدوث إصابات في المخ نتيجة إلقاء الطوب والحجارة.
وقد خرج عصام شرف رئيس وزراء مصر في هذا الوقت ببيان على التلفزيون المصري يؤكد أن ما حدث مؤامرة، ويطالب الشعب بعدم الانسياق وراء الأحداث والتصدي لمثيري الفتن. وكانت أحداث ماسبيرو قيد التحقيق في النيابة العسكرية، وتحولت فيما بعد إلى النيابة العامة وهو ما أعلنه المجلس الأعلى للقوات المسلحة في الرسالة رقم 82 في صفحته على موقع التواصل الاجتماعي فيسبوك.
- وأصدر المجمع المقدس بيانًا[138] عقب اجتماعه برئاسة البابا شنودة، بابا الإسكندرية وبطريرك الكرازة المرقصية، أدان فيه أحداث ماسبيرو واستخدام العنف، وأنه قد يكون هناك مندسين في المظاهرة.[139]

وجاء في نص البيان:
| 2011 في مصر                                  | المجمع المقدس بالكنيسة القبطية الأرثوذكسية، برئاسة قداسة البابا المعظم الأنبا شنودة الثالث، وبحضور 70 من أحبار الكنيسة. صباح يوم الاثنين، 10/10 بالمقر البابوي. وقد راعهم ما حدث بالأمس أمام ماسبيرو من استشهاد أكثر من 24 من أبنائنا الأحباء وكذلك حوالي 200 من الجرحى في مسيرتهم السلمية، وإذ نؤكد إيماننا المسيحي بعدم استخدام العنف بكل صوره، كما لا ننسى أن بعض الغرباء قد يندسون وسط أبنائنا ويرتكبون أخطاءً تنسب إليهم إلا أن الأقباط يشعرون بأن مشاكلهم تتكرر كما هي باستمرار دون محاسبة المعتدين، ودون إعمال القانون عليهم أو وضع حلول جذرية لهذه المشاكل. والمجمع المقدس يدعو الشعب القبطي للصلاة والصوم ثلاثة أيام ابتداءً من غدا الثلاثاء، 11 أكتوبر لكي يحل الرب بسلامه في بلادنا الحبيبة. | 2011 في مصر |
| — البابا الشنودة والأساقفة السبعون الحاضرون. | |             |

ولم يبت في قضية شهداء ماسبيرو التي توجد في المحكمة العسكرية، ولكن فريق الدفاع عن المجني عليهم في قضية أحداث ماسبيرو أعلن يوم 11 أبريل الانسحاب من أمام المحكمة العسكرية التي تنظر القضية، لأنهم يرون أنها محاكمة صورية منذ بدايتها ولا تسعى لتحقيق العدالة وكان هدفها تبرئة الجيش من التهمة المنسوبة إليه وكذلك الجنود الثلاثة الذين قدموا ككبش فداء. وطالبوا بتشكيل هيئة قضائية مدنية مستقلة لها كافة الصلاحيات لنظر كافة التفاصيل، وأن تشمل اختصاصاتها التحقيق مع أفراد القوات العسكرية وعلى أن يتضمن التحقيق ملابسات الدعاوى التي سموها بالتحريضية في الإعلام المصري ضد المسيحيين، وتعلن نتائجها في مدة أقصاها ثلاثة أسابيع. وأكدوا أنه في حالة الرفض سيتم رفع القضية أمام المحكمة الدولية.
وصرحت لجنة تقصي الحقائق المشكلة من المجلس القومي لحقوق الإنسان في تقريرها أن أفراد الشرطة العسكرية الذين كانوا موجودين أمام مبنى الإذاعة والتلفزيون في منطقة ماسبيرو وسط القاهرة لم يستخدموا الذخيرة الحية لتفريق المتظاهرين.
ونقل التقرير عن شهود عيان تأكيدهم أن بداية إطلاق النار كانت من مدنيين اندسوا بين المتظاهرين، واختلطوا بالمظاهرة بدراجات بخارية في الاتجاه المعاكس لمبنى ماسبيرو، وقاموا بإطلاق النار على المتظاهرين وقوات الشرطة العسكرية.

#### 18 أكتوبر

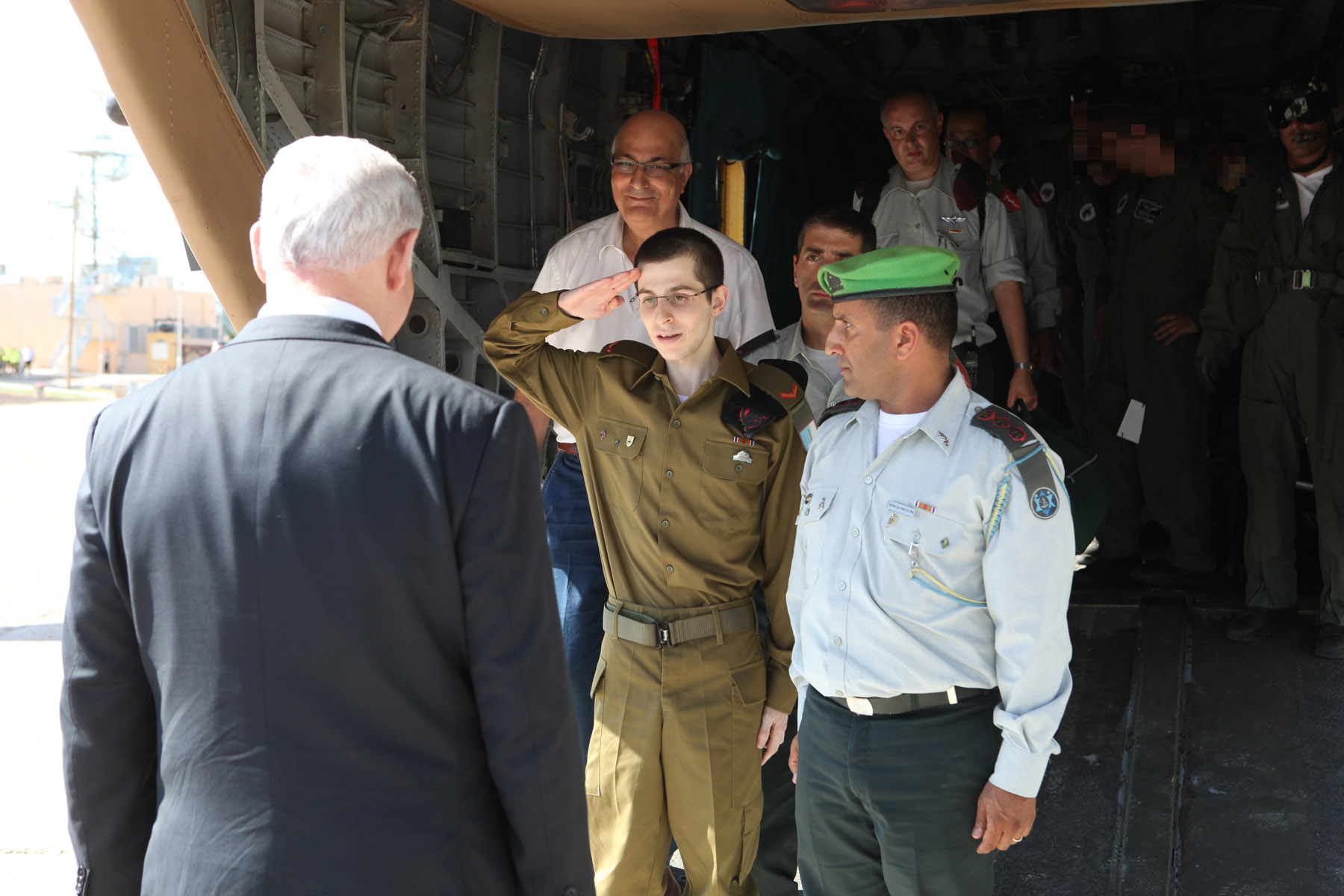
جلعاد شاليط.

في 18 أكتوبر 2011، لعبت مصر دورًا مهمًا في تبادل جلعاد شاليط بالعديد من الأسرى الفلسطينيين. أطلق سراح جلعاد شاليط وسلم من حماس إلى السلطات المصرية مقابل 1027 أسير فلسطيني، منهم 477 والبقية بعد شهرين. وأطلق على هذه العملية وفاء الأحرار. لقد بذلت المخابرات المصرية جهودًا مضنية مع الطرفين حماس وإسرائيل واستطاعت التوصل إلى اتفاق لإنجاز صفقة تبادل الأسرى.

### أحداث نوفمبر
- 7 نوفمبر

عرضت عدة أفلام في عيد الأضحى المبارك ومن بينهم:
1. فيلم إكس لارج للممثل أحمد حلمي وحقق الفيلم أعلى الإيرادات حيث وصلت إلى 30 مليون جنيه مصري.[148]
2. كف القمر بطولة وفاء عامر، وجومانا مراد، وغادة عبد الرازق، وخالد صالح.
3. فيلم أمن دولت بطولة حمادة هلال.
4. فيلم سيما علي بابا لأحمد مكي.
5. فيلم عمر وسلمى 3 بطولة تامر حسني ومي عز الدين.
6. فيلم بنات العم بطولة أحمد فهمي وشيكو وهشام ماجد.
7. فيلم واحد صحيح بطولة بسمة وكندة علوش ورانيا يوسف مع هاني سلامة.

- 16 نوفمبر

عرض فيلم ملحمة الشفق: بزوغ الفجر ملحمة الشفق: بزوغ الفجر - الجزء 1 في دور العرض المصرية.

#### وثيقة السلمي
هي وثيقة المبادئ الأساسية للدستور طرحها علي السلمي سنة 2011 عقب ثورة 25 يناير، وعرضها على ممثلي أحزاب الوفد والحرية والعدالة والنور. تتعلق بوضع مواد «فوق دستورية» للدستور المصري. انتقدها شق واسع من الأحزاب والساسة المصريين.
وقد عدلت المادتين «9» و«10» من وثيقة المبادئ الدستورية التي طرحها السلمي، وشهدت اعتراضات من القوى السياسية، فقد صيغت المادة التاسعة بحسب قولهم بطريقة تضع القوات المسلحة في وضع يعتبر غير طبيعي في أية دولة حديثة، وليس في الوضع الخاص الذي لا يمكن أن يرفضه كل من يحرص على أمن البلاد القومي.
وتنص المادة 9 بعد التعديلات، على أن: «الدولة وحدها هي التي تنشئ القوات المسلحة، وهي ملك للشعب، مهمتها حماية البلاد وسلامة أراضيها وأمنها والحفاظ على وحدتها، ولا يجوز لأي هيئة أو جماعة أو حزب، إنشاء تشكيلات عسكرية أو شبه عسكرية، والدفاع عن الوطن وأراضيه واجب مقدس والتجنيد إجباري وينظم القانون التعبئة العامة، كما ينظم القانون العسكري ويحدد اختصاصاته، ويكون للقوات المسلحة مجلس أعلى يختص بالنظر في كل ما يتعلق بالشؤون الخاصة بها والميزانية المتعلقة بشؤون التسليح، ويؤخذ رأيه في التشريعات الخاصة بالقوات المسلحة قبل إصداره، ورئيس الجمهورية هو الرئيس الأعلى للقوات المسلحة ووزير الدفاع هو القائد العام لها».
أما المادة 10 فنصت على: «أن ينشأ مجلس يسمى: مجلس الدفاع والأمن القومي الوطني، ويتولى رئيس الجمهورية رئاسته، ويختص بالنظر في الشؤون الخاصة بوسائل تأمين البلاد وسلامتها، كما يختص بنظر ميزانية القوات المسلحة، على أن تدرج رقمًا واحدًا في موازنة الدولة، ويحدد القانون تشكيل مجلس الدفاع والأمن القومي واختصاصاته الأخرى، ويعلن رئيس الجمهورية الحرب بعد أخذ رأى مجلس الدفاع والأمن القومي وموافقة مجلس الشعب».

#### 19 -25 نوفمبر
أحداث محمد محمود 

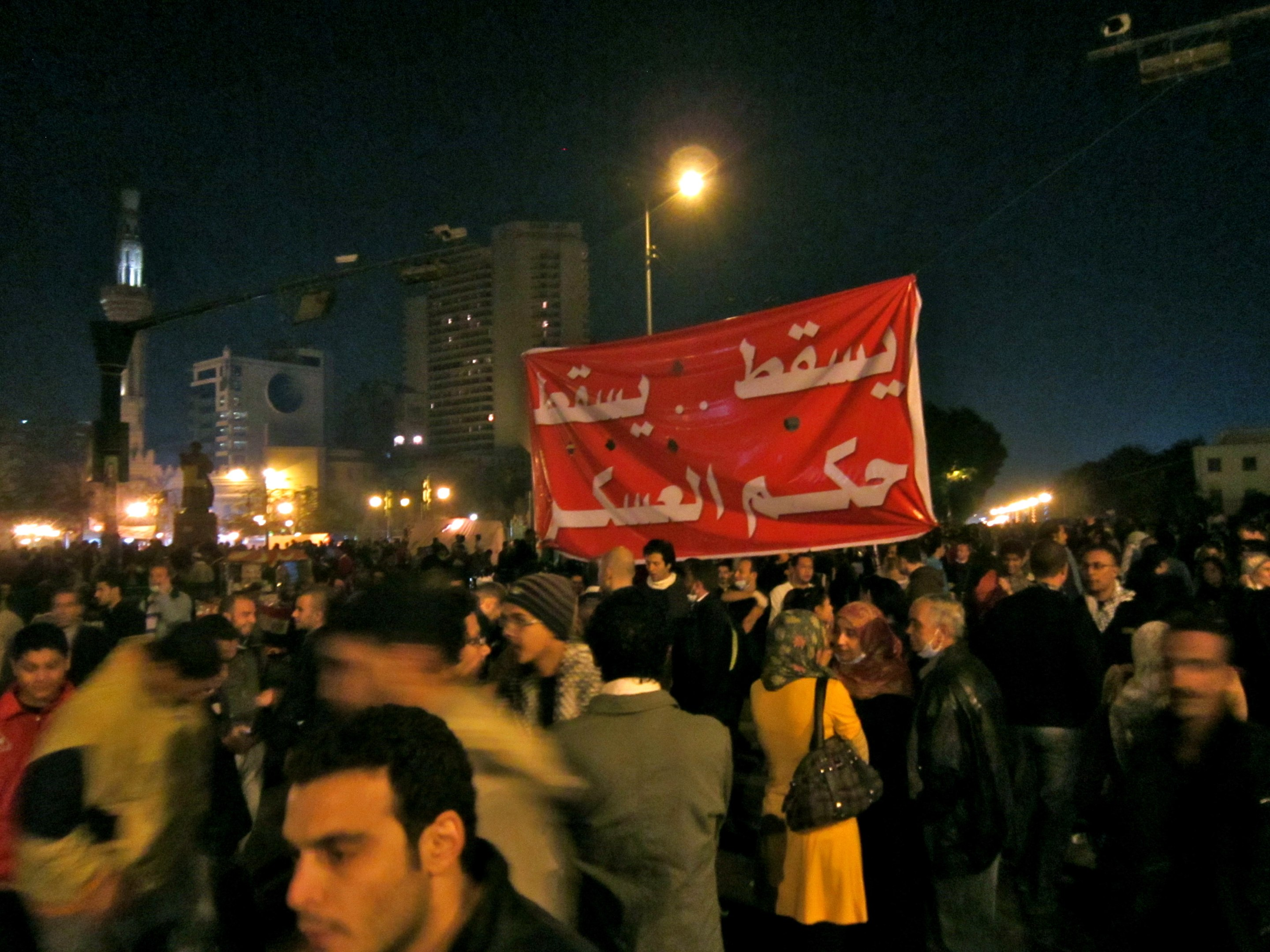
مظاهرات ضد العسكر في 23 نوفمبر.

- أحداث 19 نوفمبر أو أحداث محمد محمود هي اشتباكات ومظاهرات وقعت في ميدان التحرير ومحيطه وشارع محمد محمود في قلب القاهرة عقب مظاهرة في ميدان التحرير أطلق عليها جمعة المطلب الواحد، وبدأت الأحداث من يوم السبت 19 نوفمبر 2011 حتى الجمعة التالية 25 نوفمبر 2011. أدت الأحداث إلى مصرع 41 متظاهر بالإضافة إلى آلاف المصابين، وكانت الكثير من الإصابات في العيون والوجه والصدر بالإضافة إلى حالات الاختناق نتيجة استخدام الغاز المسيل للدموع.

ترجع بداية الاعتصام إلى يوم 18 نوفمبر 2011، عندما أعلن حازم صلاح أبو إسماعيل وبعض الحركات السياسية على موقع فيسبوك عن دعوتهم إلى ما أسموه جمعة المطلب الواحد في ميدان التحرير وغيره من ميادين مصر مطالبين بسرعة نقل السلطة من المجلس الأعلى للقوات المسلحة إلى حكومة مدنية منتخبة في موعد أقصاه أبريل من عام 2012. وكان قد ساعد على تأجيج الأحداث إصدار علي السلمي لوثيقة المبادئ الأساسية للدستور التي أثارت غضباً واسعًا. ومن ثم شاركت معظم القوى والأحزاب السياسية بهذه التظاهرة في يوم الجمعة 18 نوفمبر 2011 ثم دعا صلاح أبو إسماعيل للانصراف في نهاية اليوم حتى لا تعطل انتخابات مجلس الشعب في الأسبوع التالي، إلا أن عدد من التيارات دعت للاعتصام في الميدان حتى تحقيق مطالب الثورة.
- في صباح 19 نوفمبر 2011 بدأت قوات الأمن المركزي في إخلاء ميدان التحرير من المحتجين المعتصمين، [154][155] حتى أخلي تمامًا وحرقت الخيام. ونتيجة لهذا اشتعلت الأحداث ونزل محتجون بأعداد كبيرة. وقد أصيب العديد من الأشخاص في هذه الأحداث نتيجة استخدام الخرطوش والغاز المسيل للدموع، ومن بعض الإصابات إصابة الناشط والمدون الشهير مالك مصطفى بطلق خرطوش في عينه اليمنى.[156]
- في يوم 20 نوفمبر زادت الأحداث والتوتر بين الطرفين والمواجهات بين المتظاهرين وقوات الشرطة، وأصدر مجلس الوزراء بياناً مساء الأحد 20 نوفمبر أكد فيه على حق المواطنين في التظاهر السلمي والتعبير عن الرأي، إلا أنه يرفض بشدة محاولات استغلال هذه التظاهرات لزعزعة الأمن والاستقرار وإثارة الفرقة، وقال أن هذا وقت تحتاج فيه مصر إلى الوحدة والاستقرار. وأكد أيضا التزامه الكامل بإجراء الانتخابات في موعدها في 28 نوفمبر 2011، كما شدد على دعم الحكومة لوزارة الداخلية ومساندتها في مواجهة أعمال العنف وتوجه الشكر لضباط وجنود الشرطة على تحليهم بأقصى درجات ضبط النفس.[157] وفي نفس الوقت قد خرج المجلس الأعلى للقوات المسلحة ببيان رقم 81[158] على صفحته في موقع التواصل الاجتماعي فيسبوك يدعو فيه كافة التيارات السياسية للتكاتف والوقوف أمام تلك الأحداث، كما يطالب مجلس الوزراء باتخاذ الإجراءات العاجلة لوقف ما يحدث.

وتركزت معظم الاشتباكات والإصابات في شارع محمد محمود الذي يخرج من ميدان التحرير ويفضي إلى شارع الشيخ ريحان الذي يقع فيه مقر وزارة الداخلية المصرية على بعد حوالي 700 متر من ميدان التحرير. وكان هدف المتظاهرين من وجودهم في هذا الشارع منع قوات الأمن الموجودة فيه من الهجوم على ميدان التحرير، إلا أن قوات الأمن استخدمت القوة لمنع المتظاهرين من اقتحام مبنى وزارة الداخلية. خرج المجلس الأعلى للقوات المسلحة ببيان آخر رقم 82 على صفحته في موقع التواصل الاجتماعي فيسبوك، يحيل فيه أحداث ماسبيرو وأحداث محمد محمود إلى النيابة العامة للتحقيق. وقد ظهر المشير حسين طنطاوي رئيس المجلس الأعلى للقوات المسلحة في خطاب تليفزيوني تعليقًا على الأحداث،  أكد فيه أن القوات المسلحة ليست بديلاً عن الشرعية التي يرتضيها الشعب وأنها على وعدها بعدم إطلاق النار على الشعب المصري وأنها تلتزم بما جاء في الاستفتاء الشعبي في 19 مارس 2011 من إجراء انتخابات البرلمان ثم وضع الدستور ثم انتخابات الرئاسة. وقد أعلن قرار المجلس الأعلى للقوات المسلحة بما يلي:
1. قبول استقالة حكومة عصام شرف وتكليفها بتسيير الأعمال حتى اختيار حكومة جديدة.
2. الإعلان عن الالتزام بالجدول المعلن لانتخابات البرلمان على أن تجرى انتخابات الرئاسة في موعد أقصاه نهاية يونيو 2012.

وأكد المشير طنطاوي أن القوات المسلحة لا ترغب في الحكم وأنها على استعداد لتسليم السلطة إذا وافق الشعب المصري على ذلك في استفتاء شعبي. استمرت الاشتباكات المتقطعة بين المتظاهرين وقوات الشرطة في محيط شارع محمد محمود وشارع الفلكي، وازداد عدد الإصابات جراء استخدام الغاز المسيل للدموع. عاد الهدوء ليسود شارع محمد محمود للمرة الأولى منذ بداية الأحداث بعد قيام القوات المسلحة بإنشاء حائط أسمنتي للفصل بين قوات الشرطة والمتظاهرين. وقد ارتفع عدد المصابين بين المتظاهرين إلى أكثر من 3800 بعد سقوط أكثر من 650 مصابا في أحداث وارتفع عدد القتلى إلى 38. وقد خرج أيضا المجلس الأعلى للقوات المسلحة ببيان رقم 84 في صفحته على موقع التواصل الاجتماعي فيسبوك يتقدم فيه بالتعازي لأهالي القتلى وتعهد بتقديم الرعاية لأسر الشهداء، والرعاية الطبية للمصابين، وفتح مستشفى ميداني عسكري بميدان التحرير.
واستمرت أحداث محمد محمود من يوم السبت 19 نوفمبر 2011 إلى يوم الجمعة 25 نوفمبر 2011.
وقد أحيل 379 متهماً في أحداث محمد محمود إلى الجنايات بتهمة إتلاف الممتلكات العامة والتعدي عليها ومقاومة السلطات. وإحالة الضابط محمود صبحي الشناوي، المعروف إعلامياً بقناص العيون، إلى محكمة الجنايات لاتهامه بالشروع في قتل 5 متظاهرين وذلك بعد تجديد حبسه 9 مرات على ذمة القضية. وجاء تقرير لجنة تقصى الحقائق الذي أعده المجلس القومي لحقوق الإنسان لرصد أحداث محمد محمود ومجلس الوزراء، لأثبت أن قوات الشرطة المدنية والعسكرية قد أفرطت في استخدام القوة ضد المتظاهرين في اعتصام المتظاهرين بميدان التحرير يوم 19 نوفمبر.
- 20 نوفمبر توفي طلعت السادات النائب السابق ورئيس حزب مصر القومي، عن عمر يناهز 64 عاماً بعد إصابته بأزمة قلبية مفاجئة.[166]

### أحداث ديسمبر
7 ديسمبر
- عرض فيلم تحرير 2011: الطيب والشرس والسياسي في دور العرض المصرية، وهو فيلم وثائقي عرض بشكل تجاري على مدار ثلاثة أسابيع في دور العرض السينمائية، ولاقى رواجاً في الشارع المصري. يتحدث الفيلم عن أحداث الثورة المصرية في الفترة ما بين 25 يناير إلى 11 فبراير.

والفيلم مقسم لثلاثة أجزاء، الطيب ويدور حول المتظاهرين ومعاناتهم، والشرس حول ضابط الشرطة وأسباب استخدامه للعنف، والسياسي حول خطوات صنع الديكتاتور ومراحل سقوطه.
وحاز الفيلم على جائزة اليونيسكو في مهرجان فينسيا السينمائي الدولي وجائزة أفضل فيلم وثائقي من مهرجان أوسلو وجائزة أفضل منتج عربي لفيلم وثائقي من مهرجان أبوظبي السينمائي.
- عرض الفيلم الثاني بعنوان «أسماء» وهو فيلم روائي يشارك في بطولته هند صبري وماجد الكدواني وهاني عادل. والفيلم مستوحى من أحداث حقيقية عن سيدة مصرية أصيبت بفيروس الإيدز، فقررت أن تظهر في برنامج حواري شهير لتعلن سرها وتطالب بحقوقها من المجتمع والدولة. وحظي الفيلم بعدد من الجوائز بينها جائزة أفضل مخرج عربي، وأفضل ممثل لماجد الكدواني في مهرجان أبوظبي.[167]

#### 16 -23 ديسمبر
أحداث مجلس الوزراء

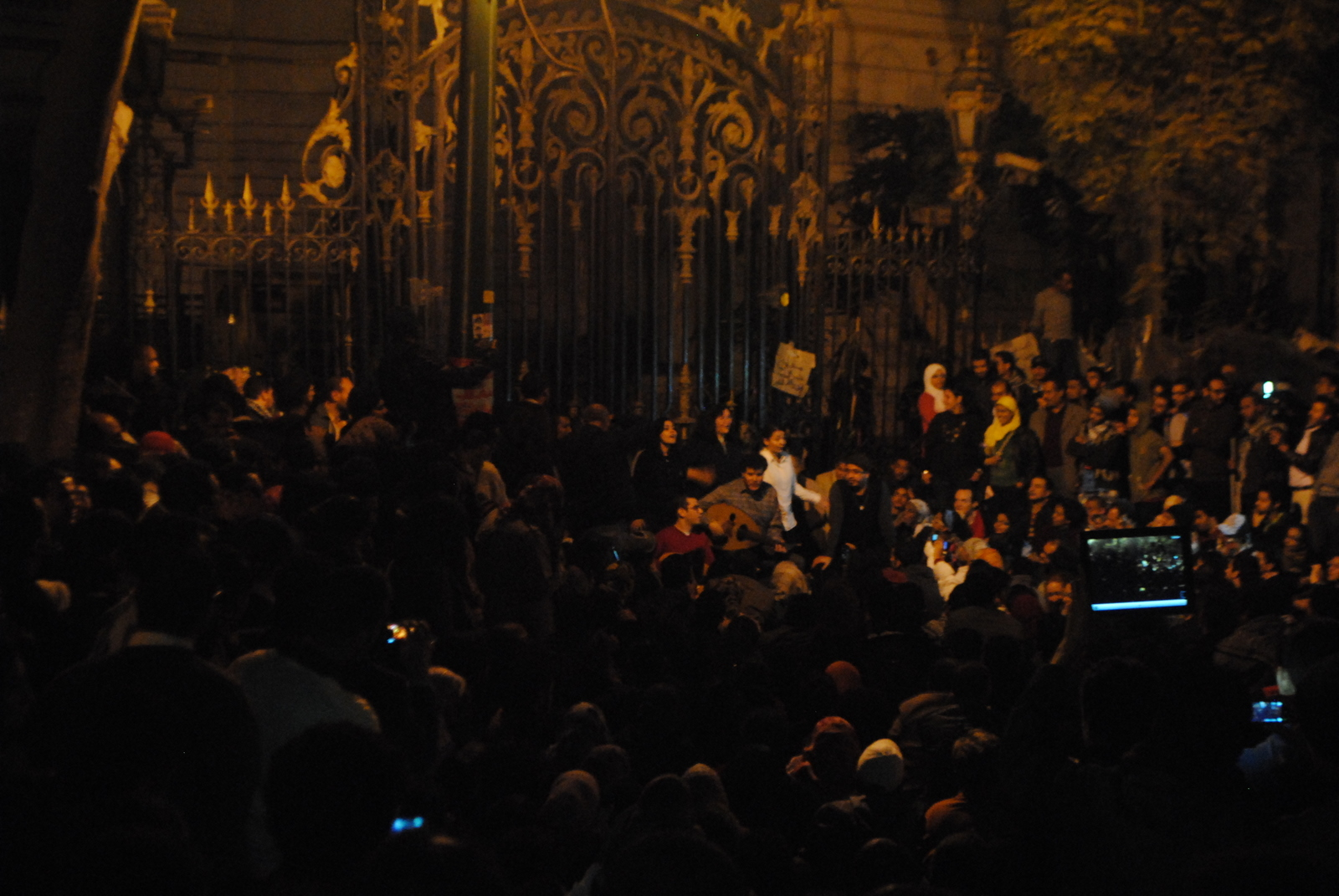
أحداث مجلس الوزراء.

بعد محاولة فض اعتصام ميدان التحرير يوم 19 نوفمبر 2011، والتي أدت إلى وفاة أكثر من أربعين متظاهر وتسببت في اندلاع مظاهرات في ميدان التحرير وميادين أخرى في مصر على مدى أسبوع، استمر اعتصام بعض المتظاهرين أولاً في ميدان التحرير ثم انتقل إلى أمام مقر مجلس الوزراء المصري احتجاجاً على تعيين كمال الجنزوري.
بداية الأحداث بحسب رواية اليوم السابع المأخوذة عن أحد شهود العيان أنه كانت هناك مباراة لألتراس أهلاوي أمام وزارة الصحة. وقد دخلت الكرة في المنطقة العازلة للجيش والشرطة، وعلى أثرها ذهب الشاب عبودي إبراهيم يطالب باسترداد الكرة ولكن الشرطة رفضت واحتجز واعتدي عليه، مما جعل المحتجون يقذفون الحجارة على عناصر الشرطة العسكرية الذين ردوا بدورهم، وبدأت المناوشات بين الطرفين وتبادلا قذف الحجارة. وقد أصدر المجلس الأعلى للقوات المسلحة بيانًا يوضح مجريات الأحداث ويلقي باللائمة على بعض المعتصمين لاعتدائهم على ضابط يؤدي واجبه اليومي المعتاد في المرور على عناصر التأمين في داخل وخارج مجلس الشعب، مما أثار حفيظة عناصر الخدمة بالتدخل لفض الحدث.
استمرت الاشتباكات يوم 16 ديسمبر بين الطرفيين، وقد أعلنت وزارة الصحة أن حصيلة الاشتباكات ثلاث حالات وفاة و 255 مصاباً، وكان من ضمن المتوفيين الشيخ عماد عفت أمين الفتوى بدار الإفتاء المصرية الذي توفي في الأحداث التي شهدتها منطقة مقر مجلس الوزراء. وخرج كمال الجنزوري ببيان في مؤتمر صحفي أعرب فيه عن أسفه وناشد القوى الثورية بالوقوف جنباً إلى جنب لصالح مصر ومستقبلها. وقد حُرق المجمع العلمي المصري بسبب المناوشات التي تدور بينهم وإلقاء المولوتوف. وخرج المجلس الأعلى للقوات المسلحة ببيان رقم 90، وكان عبارة عن مقطع فيديو يوضح فيه من قاموا بإشعال الأحداث وحرق المجمع العلمي ويقول إنهم من المتظاهرين في حين قال المتظاهرون أنهم بلطجية.
وقد فُض الاعتصام وطاردت قوات الجيش المتظاهرين حتى الشوارع الرئيسية وانتشرت في الصحف صورة لفتاه محجبة قد تم سحلها وضربها ومن ثم تعريتها من قبل قوات الجيش، وانتشرت أيضا مقاطع فيديو لها.
وقد خرجت بعض السيدات بمسيرة حاشدة اعتراضاً منهم على إهانة فتاة التحرير وتعريتها، فأصدر المجلس الأعلى للقوات المسلحة ببيان رقم 91 على صفحته في موقع التواصل الاجتماعي فيسبوك.
وقد قُبض على بعض الأشخاص بعد أحداث مجلس الوزراء وحبسوا، وأفرج عن بعض المصابين.

## الأعمال الفنية

### أفلام
| - أسماء - أنا بضيع يا وديع - اسمي ميدان التحرير - 365 يوم سعادة | - تحرير 2011: الطيب والشرس والسياسي - بنات العم - كف القمر - عمر وسلمى 3 | - يا انا يا هوه - تك تك بوم - شارع الهرم - بيبو وبشير |

### مسلسلات
| - مسيو رمضان مبروك أبو العلمين - كيد النسا - خاتم سليمان - الريان - بنات سكر نبات - نونة المأذونة | - آدم - سمارة - أنا القدس - الكبير أوي - الدالي - نور مريم | - عريس دليفري - احنا الطلبة - الزناتي مجاهد - الشوارع الخلفية - دوران شبرا - الهاربة 3 |

## وفيات

سعد الدين الشاذلي (1922 - 2011).

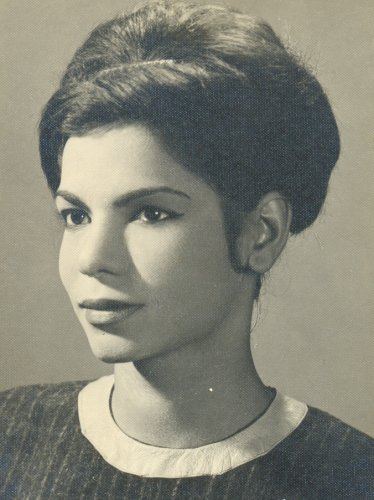
خيرية أحمد (1937 - 2011).

| الشهر  | التاريخ | الوفية             | العمر | المهنة               |
| ------ | ------- | ------------------ | ----- | -------------------- |
| يناير  | 4       | نهاد شريف          | 79    | روائي                |
| يناير  | 5       | محمد الدفراوي      | 90    | ممثل                 |
| فبراير | 10      | سعد الدين الشاذلي  | 90    | عسكري                |
| أبريل  | 5       | محمد داغر          |       | مصمم أزياء ومغني     |
| أبريل  | 6       | ضياء الدين داوود   | 85    | سياسي                |
| أبريل  | 23      | مسعد نور           | 59    | لاعب كرة قدم         |
| يونيو  | 23      | أبو العينين شعيشع  | 89    | قارئ قرآن            |
| يونيو  | 15      | نصر سيف            | 78    | ممثل                 |
| يوليو  | 30      | حكمت أبو زيد       | 89    | سياسية               |
| أغسطس  | 7       | حسن الأسمر         | 52    | مغني                 |
| أغسطس  | 8       | هند رستم           | 81    | ممثلة                |
| أغسطس  | 14      | طلعت زين           | 56    | مغني وممثل           |
| أغسطس  | 22      | كمال الشناوي       | 89    | ممثل                 |
| سبتمبر | 9       | خيري شلبي          | 73    | كاتب وروائي          |
| سبتمبر | 18      | محمد بسيوني        | 74    | دبلوماسي             |
| أكتوبر | 16      | عمر الحريري        | 86    | ممثل                 |
| أكتوبر | 21      | أنيس منصور         | 87    | كاتب صحفي وأديب      |
| أكتوبر | 21      | فايدة كامل         | 79    | ممثلة ومغنية وسياسية |
| ديسمبر | 11      | أحمد بهجت          | 79    | كاتب                 |
| ديسمبر | 12      | أحمد سامي عبد الله | 91    | ممثل                 |
| ديسمبر | 23      | محمود حافظ         | 99    | باحث في علم الحشرات  |